# Lista över olympiska herrmedaljörer i simning
Det här är en lista över medaljörer på herrsidan i simning vid olympiska spelen från 1896 till 2021.
Simningen har funnits med på det olympiska programmet vid samtliga sommarspel.

## Nuvarande grenar

### 50 meter frisim

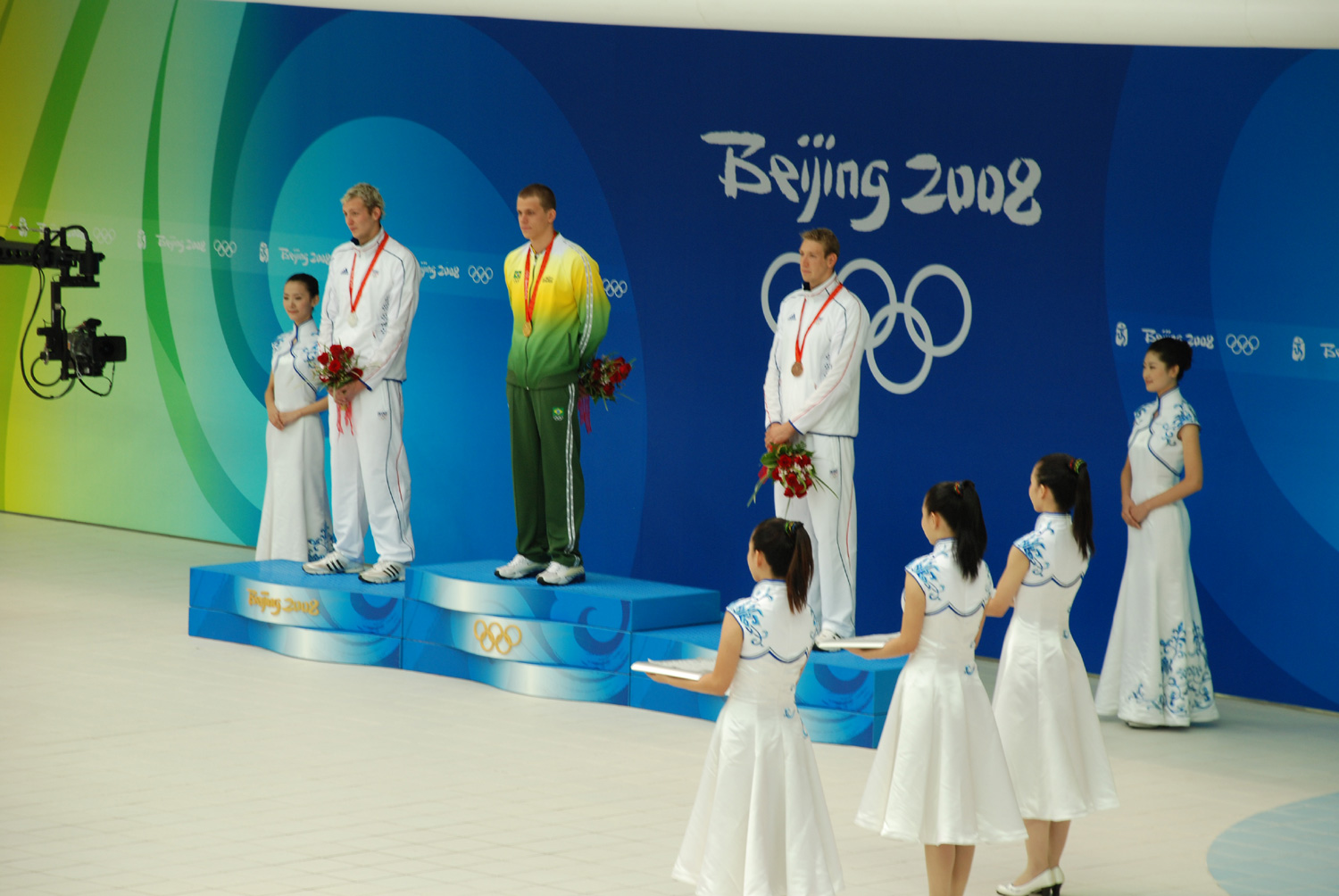
Medaljörerna på 50 meter frisim vid spelen i Peking 2008.

| Spel                            | Guld                       | Silver                     | Brons                                   |
| Seoul 1988 Detaljer...          | Matt Biondi USA            | Tom Jager USA              | Gennadij Prigoda Sovjetunionen          |
| Barcelona 1992 Detaljer...      | Aleksandr Popov OSS        | Matt Biondi USA            | Tom Jager USA                           |
| Atlanta 1996 Detaljer...        | Aleksandr Popov Ryssland   | Gary Hall Jr. USA          | Fernando Scherer Brasilien              |
| Sydney 2000 Detaljer...         | Anthony Ervin USA          | ej utdelad                 | Pieter van den Hoogenband Nederländerna |
| Sydney 2000 Detaljer...         | Gary Hall Jr. USA          | ej utdelad                 | Pieter van den Hoogenband Nederländerna |
| Aten 2004 Detaljer...           | Gary Hall Jr. USA          | Duje Draganja Kroatien     | Roland Schoeman Sydafrika               |
| Peking 2008 Detaljer...         | César Cielo Brasilien      | Amaury Leveaux Frankrike   | Alain Bernard Frankrike                 |
| London 2012 Detaljer...         | Florent Manaudou Frankrike | Cullen Jones USA           | César Cielo Brasilien                   |
| Rio de Janeiro 2016 Detaljer... | Anthony Ervin USA          | Florent Manaudou Frankrike | Nathan Adrian USA                       |
| Tokyo 2020 Detaljer...          | Caeleb Dressel USA         | Florent Manaudou Frankrike | Bruno Fratus Brasilien                  |

### 100 meter frisim

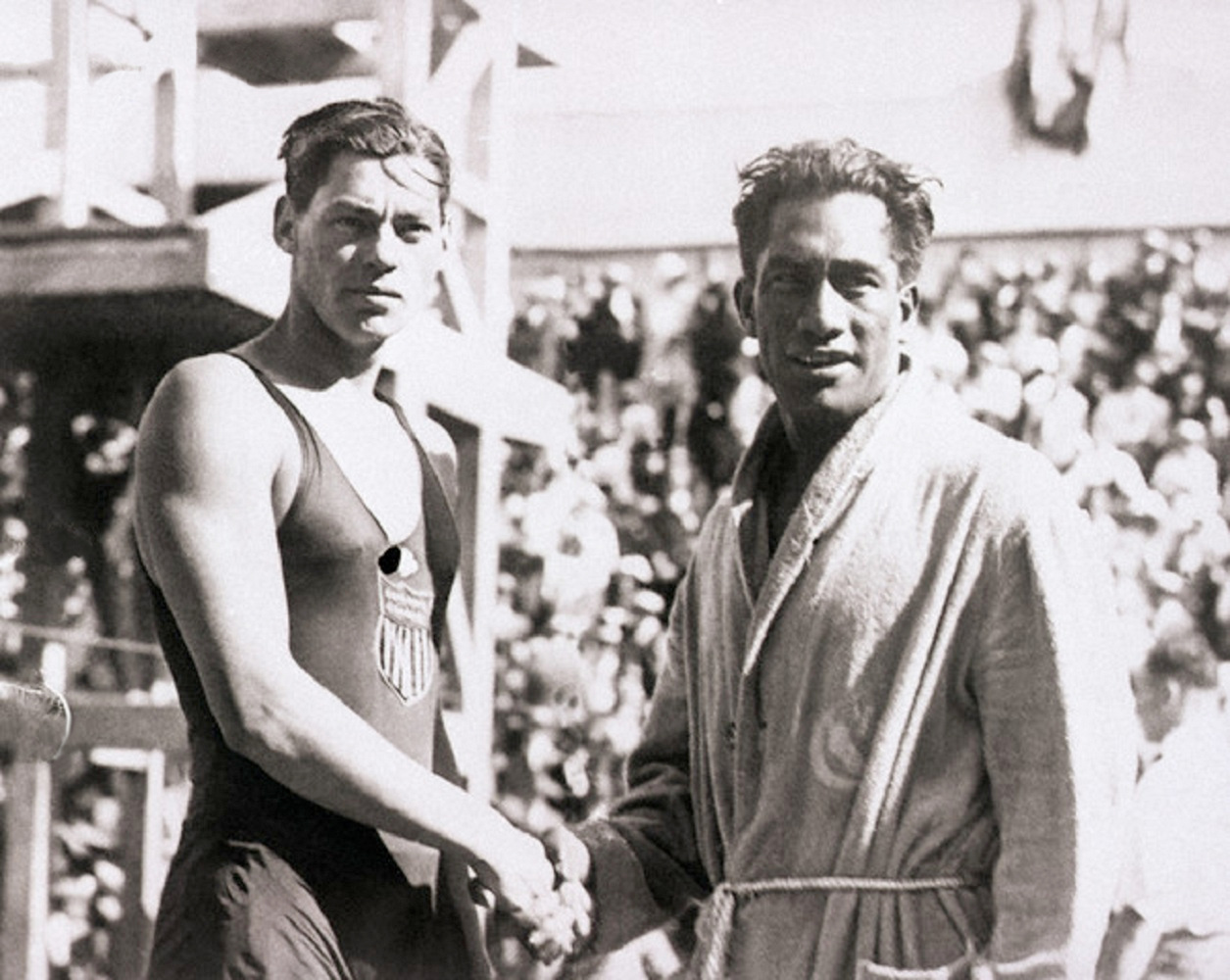
Guldmedaljören Johnny Weismuller och silvermedaljören Duke Kahanamoku skakar hand efter finalen på 100 meter frisim i Paris 1924.

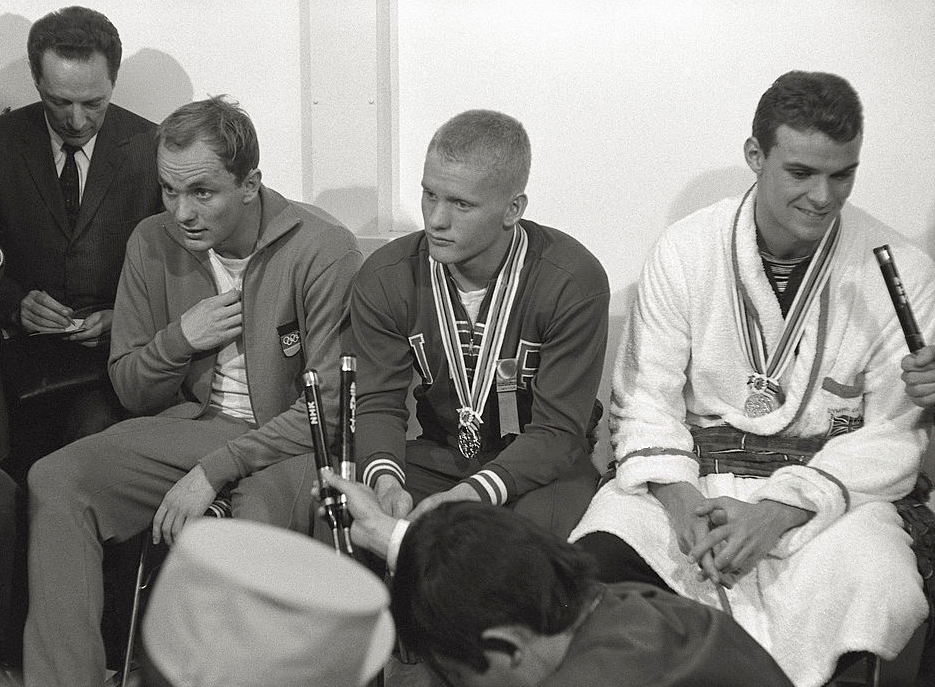
Hans-Joachim Klein, Don Schollander och Robert McGregor intervjuas efter att ha tagit medaljer på 100 meter frisim i Tokyo 1964.

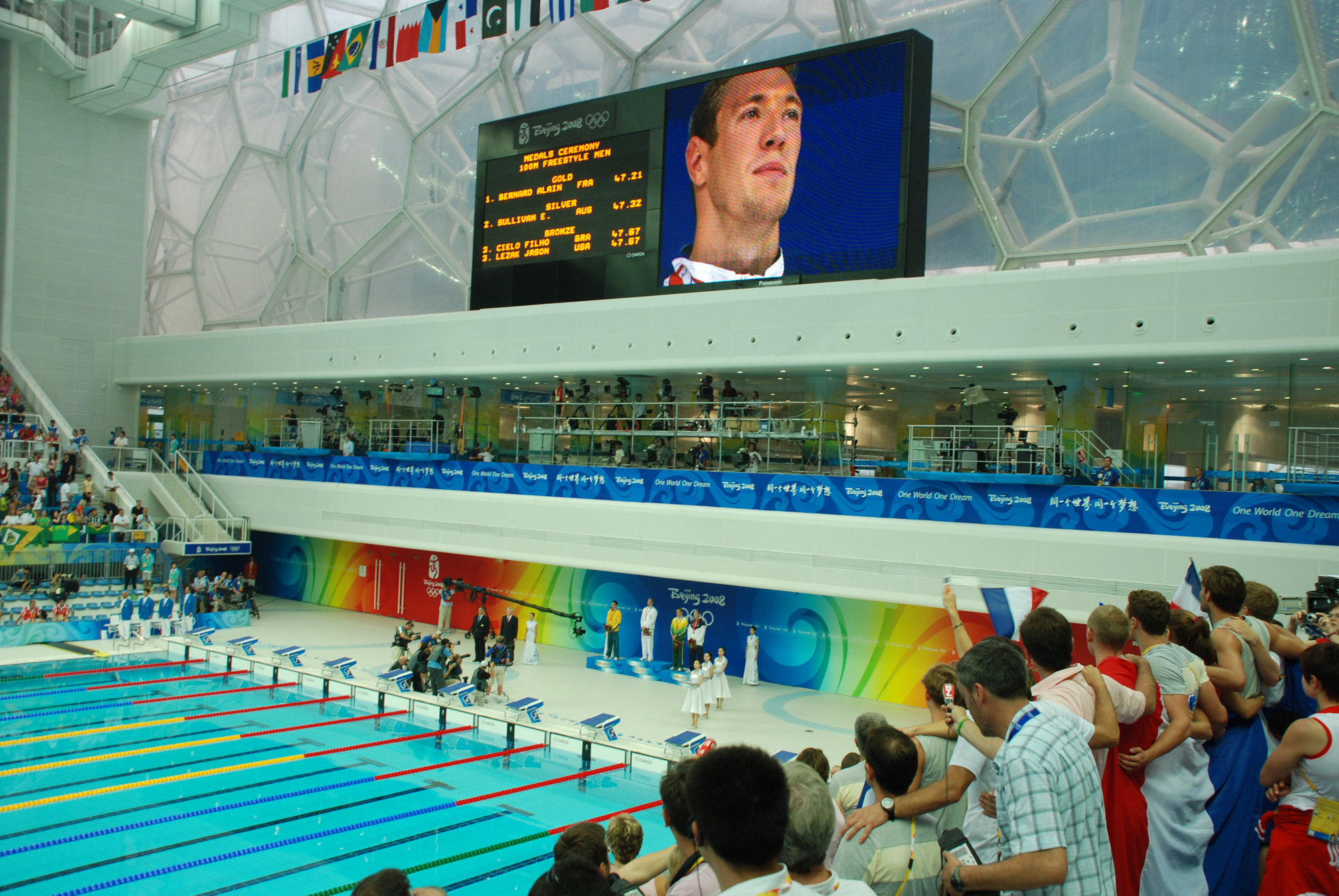
Medaljutdelningen på 100 meter frisim i Peking 2008.

| Spel                            | Guld                                        | Silver                                      | Brons                                       |
| Aten 1896 Detaljer...           | Alfréd Hajós Ungern                         | Otto Herschmann Österrike                   | ej utdelad                                  |
| 1900–1904                       | inkluderades ej på det olympiska programmet | inkluderades ej på det olympiska programmet | inkluderades ej på det olympiska programmet |
| London 1908 Detaljer...         | Charles Daniels USA                         | Zoltán Halmay Ungern                        | Harald Julin Sverige                        |
| Stockholm 1912 Detaljer...      | Duke Kahanamoku USA                         | Cecil Healy Australasien                    | Kenneth Huszagh USA                         |
| Antwerpen 1920 Detaljer...      | Duke Kahanamoku USA                         | Pua Kealoha USA                             | William Harris USA                          |
| Paris 1924 Detaljer...          | Johnny Weissmuller USA                      | Duke Kahanamoku USA                         | Samuel Kahanamoku USA                       |
| Amsterdam 1928 Detaljer...      | Johnny Weissmuller USA                      | István Bárány Ungern                        | Katsuo Takaishi Japan                       |
| Los Angeles 1932 Detaljer...    | Yasuji Miyazaki Japan                       | Tatsugo Kawaishi Japan                      | Albert Schwartz USA                         |
| Berlin 1936 Detaljer...         | Ferenc Csik Ungern                          | Masanori Yusa Japan                         | Shigeo Arai Japan                           |
| London 1948 Detaljer...         | Walter Ris USA                              | Alan Ford USA                               | Géza Kádas Ungern                           |
| Helsingfors 1952 Detaljer...    | Clarke Scholes USA                          | Hiroshi Suzuki Japan                        | Göran Larsson Sverige                       |
| Melbourne 1956 Detaljer...      | Jon Henricks Australien                     | John Devitt Australien                      | Gary Chapman Australien                     |
| Rom 1960 Detaljer...            | John Devitt Australien                      | Lance Larson USA                            | Manuel dos Santos Brasilien                 |
| Tokyo 1964 Detaljer...          | Don Schollander USA                         | Robert McGregor Storbritannien              | Hans-Joachim Klein Tysklands förenade lag   |
| Mexico City 1968 Detaljer...    | Michael Wenden Australien                   | Kenneth Walsh USA                           | Mark Spitz USA                              |
| München 1972 Detaljer...        | Mark Spitz USA                              | Jerry Heidenreich USA                       | Vladimir Bure Sovjetunionen                 |
| Montréal 1976 Detaljer...       | James Montgomery USA                        | Jack Babashoff USA                          | Peter Nocke Västtyskland                    |
| Moskva 1980 Detaljer...         | Jörg Woithe Östtyskland                     | Per Holmertz Sverige                        | Per Johansson Sverige                       |
| Los Angeles 1984 Detaljer...    | Rowdy Gaines USA                            | Mark Stockwell Australien                   | Per Johansson Sverige                       |
| Seoul 1988 Detaljer...          | Matt Biondi USA                             | Chris Jacobs USA                            | Stéphan Caron Frankrike                     |
| Barcelona 1992 Detaljer...      | Aleksandr Popov OSS                         | Gustavo Borges Brasilien                    | Stéphan Caron Frankrike                     |
| Atlanta 1996 Detaljer...        | Aleksandr Popov Ryssland                    | Gary Hall Jr. USA                           | Gustavo Borges Brasilien                    |
| Sydney 2000 Detaljer...         | Pieter van den Hoogenband Nederländerna     | Aleksandr Popov Ryssland                    | Gary Hall Jr. USA                           |
| Aten 2004 Detaljer...           | Pieter van den Hoogenband Nederländerna     | Roland Schoeman Sydafrika                   | Ian Thorpe Australien                       |
| Peking 2008 Detaljer...         | Alain Bernard Frankrike                     | Eamon Sullivan Australien                   | César Cielo Brasilien                       |
| Peking 2008 Detaljer...         | Alain Bernard Frankrike                     | Eamon Sullivan Australien                   | Jason Lezak USA                             |
| London 2012 Detaljer...         | Nathan Adrian USA                           | James Magnussen Australien                  | Brent Hayden Kanada                         |
| Rio de Janeiro 2016 Detaljer... | Kyle Chalmers Australien                    | Pieter Timmers Belgien                      | Nathan Adrian USA                           |
| Tokyo 2020 Detaljer...          | Caeleb Dressel USA                          | Kyle Chalmers Australien                    | Kliment Kolesnikov ROC                      |

### 200 meter frisim

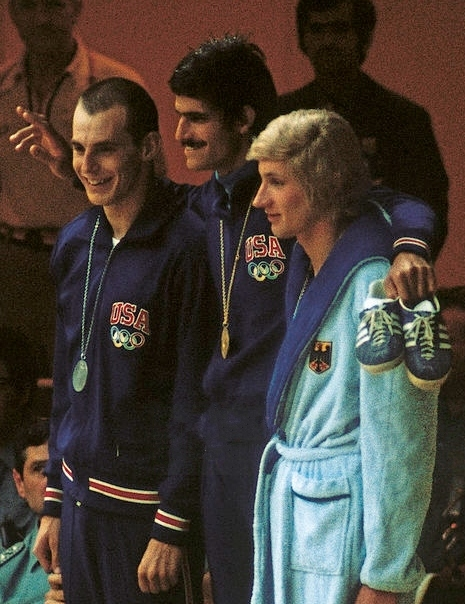
Medaljörerna på 200 meter frisim under medaljutdelningen i München 1972.

| Spel                            | Guld                                        | Silver                                      | Brons                                       |
| Paris 1900 Detaljer...          | Frederick Lane Australien                   | Zoltán Halmay Ungern                        | Karl Ruberl Österrike                       |
| 1904–1964                       | inkluderades ej på det olympiska programmet | inkluderades ej på det olympiska programmet | inkluderades ej på det olympiska programmet |
| Mexico City 1968 Detaljer...    | Michael Wenden Australien                   | Don Schollander USA                         | John Nelson USA                             |
| München 1972 Detaljer...        | Mark Spitz USA                              | Steve Genter USA                            | Werner Lampe Västtyskland                   |
| Montréal 1976 Detaljer...       | Bruce Furniss USA                           | John Naber USA                              | James Montgomery USA                        |
| Moskva 1980 Detaljer...         | Sergej Kopljakov Sovjetunionen              | Andrej Krylov Sovjetunionen                 | Graeme Brewer Australien                    |
| Los Angeles 1984 Detaljer...    | Michael Groß Västtyskland                   | Michael Heath USA                           | Thomas Fahrner Västtyskland                 |
| Seoul 1988 Detaljer...          | Duncan Armstrong Australien                 | Anders Holmertz Sverige                     | Matt Biondi USA                             |
| Barcelona 1992 Detaljer...      | Jevgenij Sadovyj OSS                        | Anders Holmertz Sverige                     | Antti Kasvio Finland                        |
| Atlanta 1996 Detaljer...        | Danyon Loader Nya Zeeland                   | Gustavo Borges Brasilien                    | Daniel Kowalski Australien                  |
| Sydney 2000 Detaljer...         | Pieter van den Hoogenband Nederländerna     | Ian Thorpe Australien                       | Massimiliano Rosolino Italien               |
| Aten 2004 Detaljer...           | Ian Thorpe Australien                       | Pieter van den Hoogenband Nederländerna     | Michael Phelps USA                          |
| Peking 2008 Detaljer...         | Michael Phelps USA                          | Park Tae-hwan Sydkorea                      | Peter Vanderkaay USA                        |
| London 2012 Detaljer...         | Yannick Agnel Frankrike                     | Sun Yang Kina                               | ej utdelad                                  |
| London 2012 Detaljer...         | Yannick Agnel Frankrike                     | Park Tae-hwan Sydkorea                      | ej utdelad                                  |
| Rio de Janeiro 2016 Detaljer... | Sun Yang Kina                               | Chad le Clos Sydafrika                      | Conor Dwyer USA                             |
| Tokyo 2020 Detaljer...          | Tom Dean Storbritannien                     | Duncan Scott Storbritannien                 | Fernando Scheffer Brasilien                 |

### 400 meter frisim

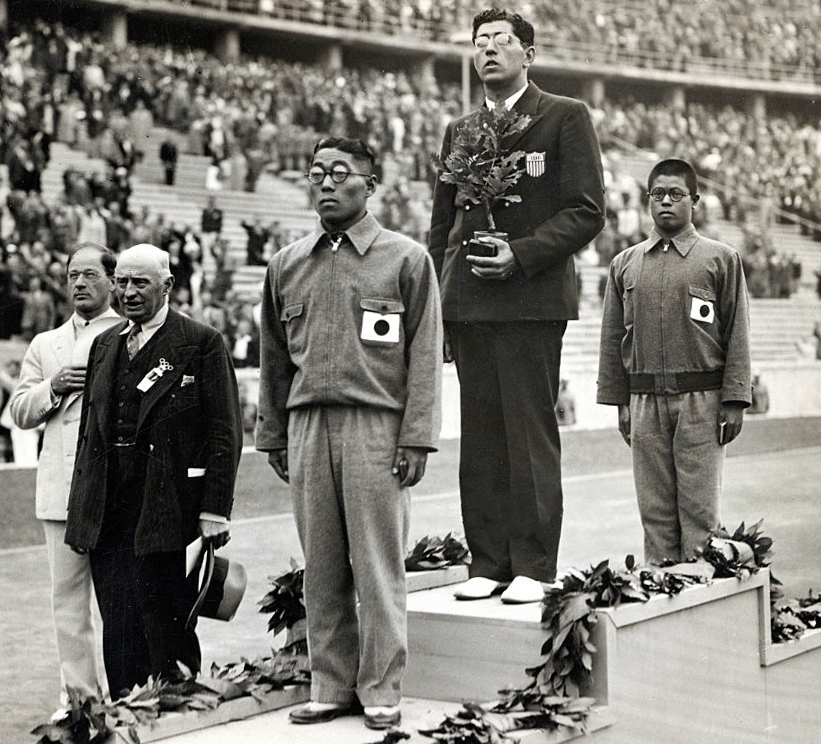
Medaljörerna på 400 meter frisim vid spelen i Berlin 1936.

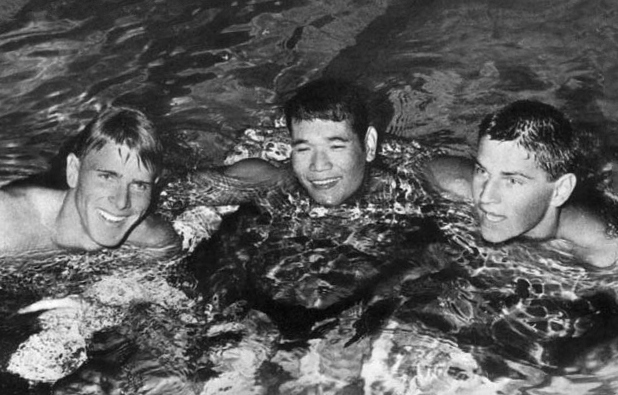
Murray Rose, Tsuyoshi Yamanaka och John Konrads efter finalen på 400 meter frisim 1960.

| Spel                            | Guld                            | Silver                               | Brons                            |
| London 1908 Detaljer...         | Henry Taylor Storbritannien     | Frank Beaurepaire Australasien       | Otto Scheff Österrike            |
| Stockholm 1912 Detaljer...      | George Hodgson Kanada           | Jack Hatfield Storbritannien         | Harold Hardwick Australasien     |
| Antwerpen 1920 Detaljer...      | Norman Ross USA                 | Ludy Langer USA                      | George Vernot Kanada             |
| Paris 1924 Detaljer...          | Johnny Weissmuller USA          | Arne Borg Sverige                    | Andrew Charlton Australien       |
| Amsterdam 1928 Detaljer...      | Alberto Zorrilla Argentina      | Andrew Charlton Australien           | Arne Borg Sverige                |
| Los Angeles 1932 Detaljer...    | Buster Crabbe USA               | Jean Taris Frankrike                 | Tsutomu Ōyokota Japan            |
| Berlin 1936 Detaljer...         | Jack Medica USA                 | Shunpei Uto Japan                    | Shozo Makino Japan               |
| London 1948 Detaljer...         | William Smith USA               | James McLane USA                     | John Marshall Australien         |
| Helsingfors 1952 Detaljer...    | Jean Boiteux Frankrike          | Ford Konno USA                       | Per-Olof Östrand Sverige         |
| Melbourne 1956 Detaljer...      | Murray Rose Australien          | Tsuyoshi Yamanaka Japan              | George Breen USA                 |
| Rom 1960 Detaljer...            | Murray Rose Australien          | Tsuyoshi Yamanaka Japan              | John Konrads Australien          |
| Tokyo 1964 Detaljer...          | Don Schollander USA             | Frank Wiegand Tysklands förenade lag | Allan Wood Australien            |
| Mexico City 1968 Detaljer...    | Mike Burton USA                 | Ralph Hutton Kanada                  | Alain Mosconi Frankrike          |
| München 1972 Detaljer...        | Brad Cooper Australien          | Steve Genter USA                     | Tom McBreen USA                  |
| Montréal 1976 Detaljer...       | Brian Goodell USA               | Tim Shaw USA                         | Volodymyr Raskatov Sovjetunionen |
| Moskva 1980 Detaljer...         | Vladimir Salnikov Sovjetunionen | Andrej Krylov Sovjetunionen          | Ivar Stukolkin Sovjetunionen     |
| Los Angeles 1984 Detaljer...    | George DiCarlo USA              | John Mykkanen USA                    | Justin Lemberg Australien        |
| Seoul 1988 Detaljer...          | Uwe Daßler Östtyskland          | Duncan Armstrong Australien          | Artur Wojdat Polen               |
| Barcelona 1992 Detaljer...      | Jevgenij Sadovyj OSS            | Kieren Perkins Australien            | Anders Holmertz Sverige          |
| Atlanta 1996 Detaljer...        | Danyon Loader Nya Zeeland       | Paul Palmer Storbritannien           | Daniel Kowalski Australien       |
| Sydney 2000 Detaljer...         | Ian Thorpe Australien           | Massimiliano Rosolino Italien        | Klete Keller USA                 |
| Aten 2004 Detaljer...           | Ian Thorpe Australien           | Grant Hackett Australien             | Klete Keller USA                 |
| Peking 2008 Detaljer...         | Park Tae-hwan Sydkorea          | Zhang Lin Kina                       | Larsen Jensen USA                |
| London 2012 Detaljer...         | Sun Yang Kina                   | Park Tae-hwan Sydkorea               | Peter Vanderkaay USA             |
| Rio de Janeiro 2016 Detaljer... | Mack Horton Australien          | Sun Yang Kina                        | Gabriele Detti Italien           |
| Tokyo 2020 Detaljer...          | Ahmed Hafnaoui Tunisien         | Jack McLoughlin Australien           | Kieran Smith USA                 |

### 800 meter frisim
| Spel                   | Guld             | Silver                       | Brons                      |
| Tokyo 2020 Detaljer... | Robert Finke USA | Gregorio Paltrinieri Italien | Mychajlo Romantjuk Ukraina |

### 1500 meter frisim

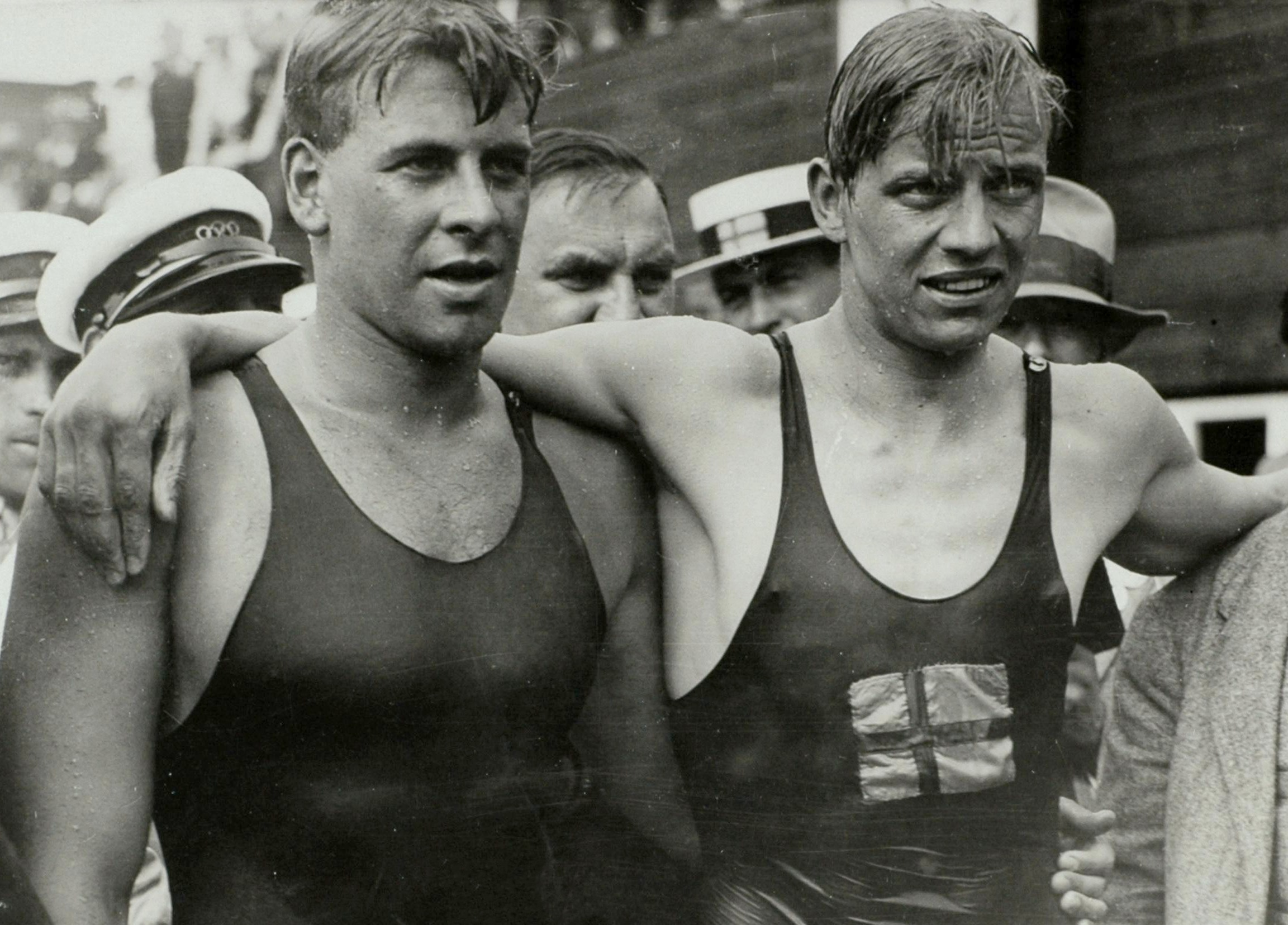
Guldmedaljören Arne Borg (till höger) och silvermedaljören Andrew Charlton efter finalen på 1500 meter frisim vid sommarspelen 1928.

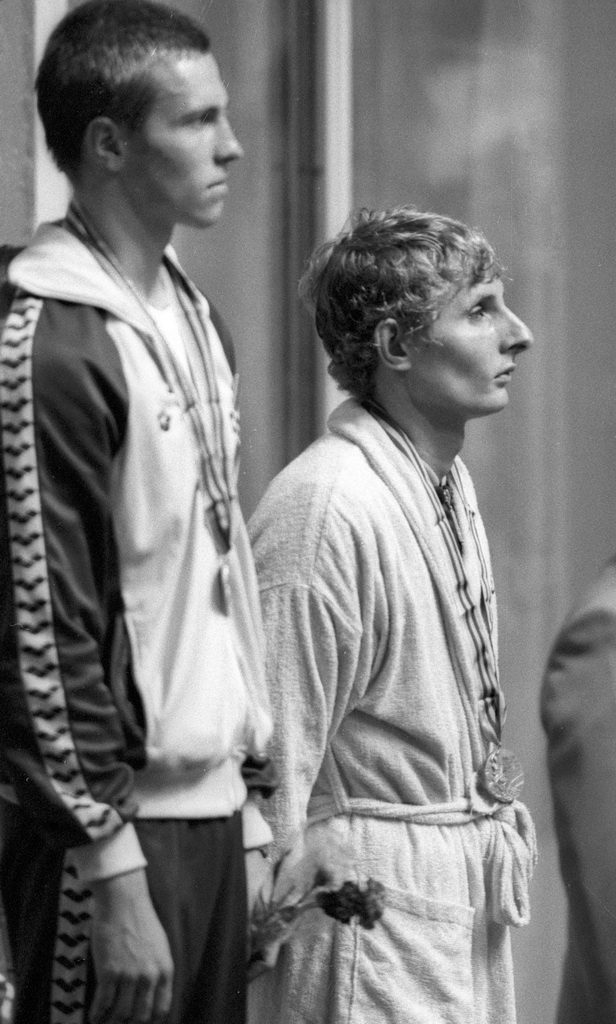
Vladimir Salnikov och Max Metzker på prispallen efter 1500 meter frisim vid sommarspelen 1980.

| Spel                            | Guld                            | Silver                          | Brons                          |
| London 1908 Detaljer...         | Henry Taylor Storbritannien     | Thomas Battersby Storbritannien | Frank Beaurepaire Australasien |
| Stockholm 1912 Detaljer...      | George Hodgson Kanada           | Jack Hatfield Storbritannien    | Harold Hardwick Australasien   |
| Antwerpen 1920 Detaljer...      | Norman Ross USA                 | George Vernot Kanada            | Frank Beaurepaire Australien   |
| Paris 1924 Detaljer...          | Andrew Charlton Australien      | Arne Borg Sverige               | Frank Beaurepaire Australien   |
| Amsterdam 1928 Detaljer...      | Arne Borg Sverige               | Andrew Charlton Australien      | Buster Crabbe USA              |
| Los Angeles 1932 Detaljer...    | Kusuo Kitamura Japan            | Shozo Makino Japan              | James Cristye USA              |
| Berlin 1936 Detaljer...         | Noboru Terada Japan             | Jack Medica USA                 | Shunpei Uto Japan              |
| London 1948 Detaljer...         | James McLane USA                | John Marshall Australien        | György Mitró Ungern            |
| Helsingfors 1952 Detaljer...    | Ford Konno USA                  | Shiro Hashizume Japan           | Tetsuo Okamoto Brasilien       |
| Melbourne 1956 Detaljer...      | Murray Rose Australien          | Tsuyoshi Yamanaka Japan         | George Breen USA               |
| Rom 1960 Detaljer...            | John Konrads Australien         | Murray Rose Australien          | George Breen USA               |
| Tokyo 1964 Detaljer...          | Bob Windle Australien           | John Nelson USA                 | Allan Wood Australien          |
| Mexico City 1968 Detaljer...    | Mike Burton USA                 | John Kinsella USA               | Greg Brough Australien         |
| München 1972 Detaljer...        | Mike Burton USA                 | Graham Windeatt Australien      | Doug Northway USA              |
| Montréal 1976 Detaljer...       | Brian Goodell USA               | Bobby Hackett USA               | Stephen Holland Australien     |
| Moskva 1980 Detaljer...         | Vladimir Salnikov Sovjetunionen | Aleksandr Tjajev Sovjetunionen  | Max Metzker Australien         |
| Los Angeles 1984 Detaljer...    | Mike O'Brien USA                | George DiCarlo USA              | Stefan Pfeiffer Västtyskland   |
| Seoul 1988 Detaljer...          | Vladimir Salnikov Sovjetunionen | Stefan Pfeiffer Västtyskland    | Uwe Daßler Östtyskland         |
| Barcelona 1992 Detaljer...      | Kieren Perkins Australien       | Glen Housman Australien         | Jörg Hoffmann Tyskland         |
| Atlanta 1996 Detaljer...        | Kieren Perkins Australien       | Daniel Kowalski Australien      | Graeme Smith Storbritannien    |
| Sydney 2000 Detaljer...         | Grant Hackett Australien        | Kieren Perkins Australien       | Chris Thompson USA             |
| Aten 2004 Detaljer...           | Grant Hackett Australien        | Larsen Jensen USA               | David Davies Storbritannien    |
| Peking 2008 Detaljer...         | Oussama Mellouli Tunisien       | Grant Hackett Australien        | Ryan Cochrane Kanada           |
| London 2012 Detaljer...         | Sun Yang Kina                   | Ryan Cochrane Kanada            | Oussama Mellouli Tunisien      |
| Rio de Janeiro 2016 Detaljer... | Gregorio Paltrinieri Italien    | Connor Jaeger USA               | Gabriele Detti Italien         |
| Tokyo 2020 Detaljer...          | Robert Finke USA                | Mychajlo Romantjuk Ukraina      | Florian Wellbrock Tyskland     |

### 100 meter ryggsim

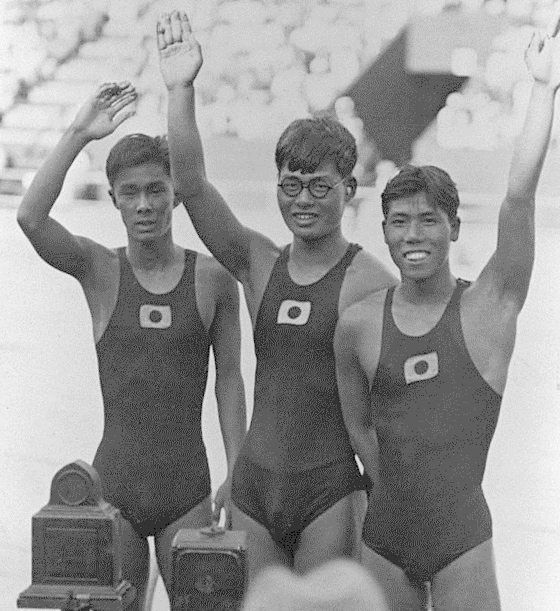
Kentaro Kawatsu, Toshio Irie och Masaji Kiyokawa efter finalen på 100 meter ryggsim vid sommarspelen 1932.

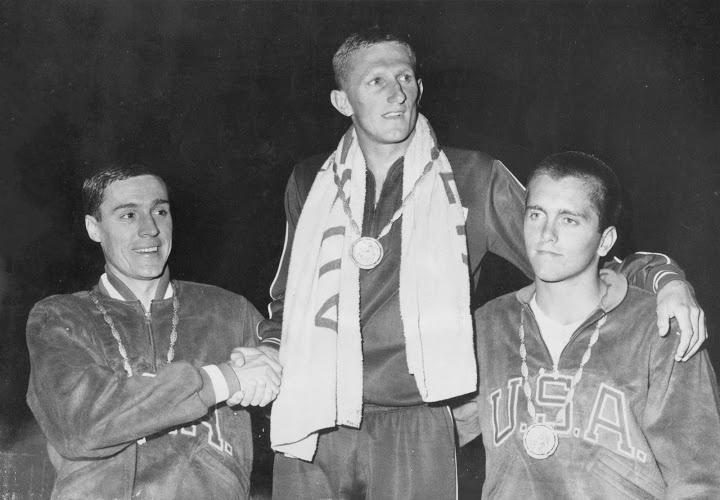
Medaljörerna på 100 meter ryggsim vid spelen i Rom 1960.

| Spel                            | Guld                                        | Silver                                      | Brons                                       |
| London 1908 Detaljer...         | Arno Bieberstein Tyskland                   | Ludvig Dam Danmark                          | Herbert Haresnape Storbritannien            |
| Stockholm 1912 Detaljer...      | Harry Hebner USA                            | Otto Fahr Tyskland                          | Paul Kellner Tyskland                       |
| Antwerpen 1920 Detaljer...      | Warren Kealoha USA                          | Raymond Kegeris USA                         | Gérard Blitz Belgien                        |
| Paris 1924 Detaljer...          | Warren Kealoha USA                          | Paul Wyatt USA                              | Károly Bartha Ungern                        |
| Amsterdam 1928 Detaljer...      | George Kojac USA                            | Walter Laufer USA                           | Paul Wyatt USA                              |
| Los Angeles 1932 Detaljer...    | Masaji Kiyokawa Japan                       | Toshio Irie Japan                           | Kentaro Kawatsu Japan                       |
| Berlin 1936 Detaljer...         | Adolph Kiefer USA                           | Al Vande Weghe USA                          | Masaji Kiyokawa Japan                       |
| London 1948 Detaljer...         | Allen Stack USA                             | Robert Cowell USA                           | Georges Vallerey Frankrike                  |
| Helsingfors 1952 Detaljer...    | Yoshinobu Oyakawa USA                       | Gilbert Bozon Frankrike                     | Jack Taylor USA                             |
| Melbourne 1956 Detaljer...      | David Theile Australien                     | John Monckton Australien                    | Frank McKinney USA                          |
| Rom 1960 Detaljer...            | David Theile Australien                     | Frank McKinney USA                          | Robert Bennett USA                          |
| Tokyo 1964                      | inkluderades ej på det olympiska programmet | inkluderades ej på det olympiska programmet | inkluderades ej på det olympiska programmet |
| Mexico City 1968 Detaljer...    | Roland Matthes Östtyskland                  | Charles Hickcox USA                         | Ronnie Mills USA                            |
| München 1972 Detaljer...        | Roland Matthes Östtyskland                  | Mike Stamm USA                              | John Murphy USA                             |
| Montréal 1976 Detaljer...       | John Naber USA                              | Peter Rocca USA                             | Roland Matthes Östtyskland                  |
| Moskva 1980 Detaljer...         | Bengt Baron Sverige                         | Viktor Kuznetsov Sovjetunionen              | Vladimir Dolgov Sovjetunionen               |
| Los Angeles 1984 Detaljer...    | Rick Carey USA                              | Dave Wilson USA                             | Michael West Kanada                         |
| Seoul 1988 Detaljer...          | Daichi Suzuki Japan                         | David Berkoff USA                           | Igor Poljanskij Sovjetunionen               |
| Barcelona 1992 Detaljer...      | Mark Tewksbury Kanada                       | Jeff Rouse USA                              | David Berkoff USA                           |
| Atlanta 1996 Detaljer...        | Jeff Rouse USA                              | Rodolfo Falcón Kuba                         | Neisser Bent Kuba                           |
| Sydney 2000 Detaljer...         | Lenny Krayzelburg USA                       | Matt Welsh Australien                       | Stev Theloke Tyskland                       |
| Aten 2004 Detaljer...           | Aaron Peirsol USA                           | Markus Rogan Österrike                      | Tomomi Morita Japan                         |
| Peking 2008 Detaljer...         | Aaron Peirsol USA                           | Matt Grevers USA                            | Hayden Stoeckel Australien                  |
| Peking 2008 Detaljer...         | Aaron Peirsol USA                           | Matt Grevers USA                            | Arkadij Vjattjanin Ryssland                 |
| London 2012 Detaljer...         | Matt Grevers USA                            | Nick Thoman USA                             | Ryosuke Irie Japan                          |
| Rio de Janeiro 2016 Detaljer... | Ryan Murphy USA                             | Xu Jiayu Kina                               | David Plummer USA                           |
| Tokyo 2020 Detaljer...          | Jevgenij Rylov ROC                          | Kliment Kolesnikov ROC                      | Ryan Murphy USA                             |

### 200 meter ryggsim

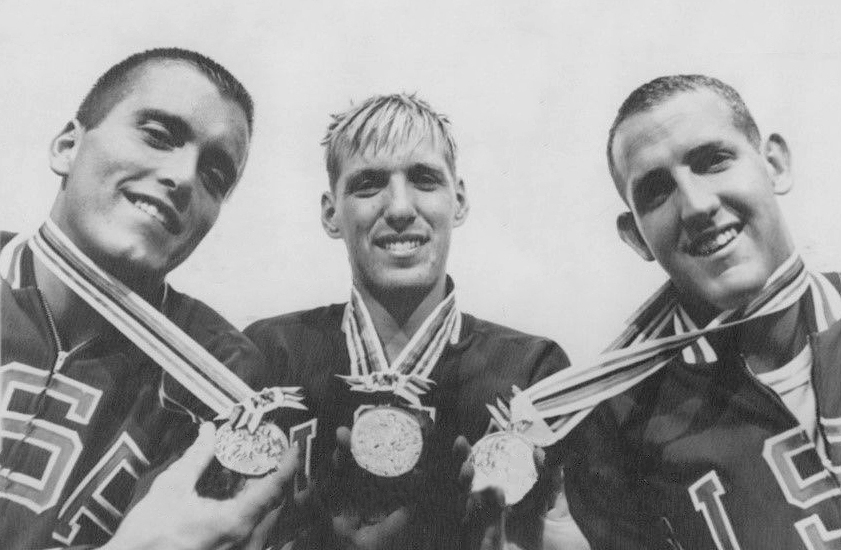
Gary Dilley, Jed Graef och Robert Bennett med sina medaljer från 200 meter ryggsim i Tokyo 1964.

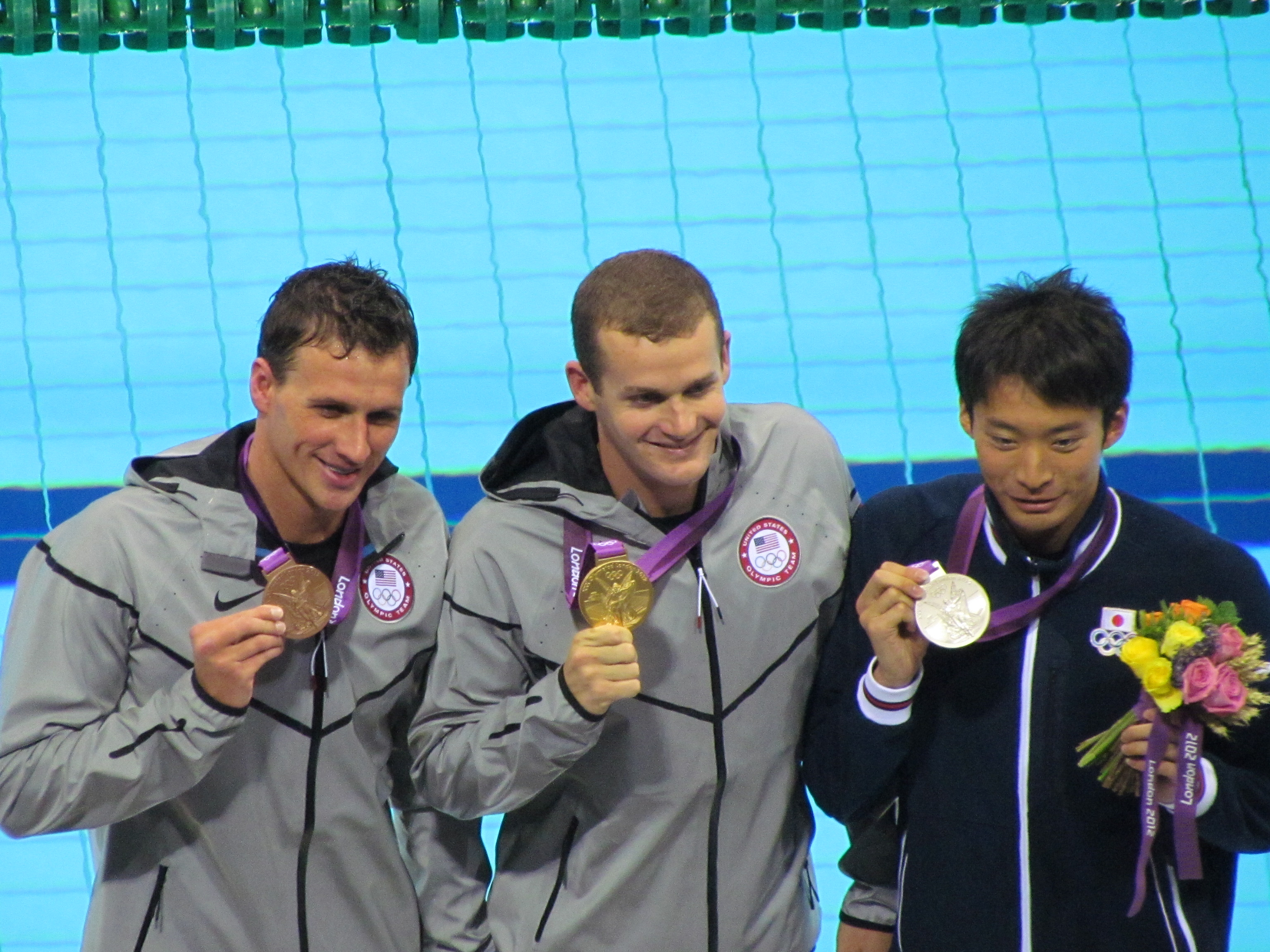
Medaljörerna på 200 meter ryggsim vid spelen i London 2012.

| Spel                            | Guld                                        | Silver                                      | Brons                                       |
| Paris 1900 Detaljer...          | Ernst Hoppenberg Tyskland                   | Karl Ruberl Österrike                       | Johannes Drost Nederländerna                |
| 1904–1960                       | inkluderades ej på det olympiska programmet | inkluderades ej på det olympiska programmet | inkluderades ej på det olympiska programmet |
| Tokyo 1964 Detaljer...          | Jed Graef USA                               | Gary Dilley USA                             | Robert Bennett USA                          |
| Mexico City 1968 Detaljer...    | Roland Matthes Östtyskland                  | Mitchell Ivey USA                           | Jack Horsley USA                            |
| München 1972 Detaljer...        | Roland Matthes Östtyskland                  | Mike Stamm USA                              | Mitchell Ivey USA                           |
| Montréal 1976 Detaljer...       | John Naber USA                              | Peter Rocca USA                             | Dan Harrigan USA                            |
| Moskva 1980 Detaljer...         | Sándor Wladár Ungern                        | Zoltán Verrasztó Ungern                     | Mark Kerry Australien                       |
| Los Angeles 1984 Detaljer...    | Rick Carey USA                              | Frédéric Delcourt Frankrike                 | Cameron Henning Kanada                      |
| Seoul 1988 Detaljer...          | Igor Poljanskij Sovjetunionen               | Frank Baltrusch Östtyskland                 | Paul Kingsman Nya Zeeland                   |
| Barcelona 1992 Detaljer...      | Martin López-Zubero Spanien                 | Vladimir Selkov OSS                         | Stefano Battistelli Italien                 |
| Atlanta 1996 Detaljer...        | Brad Bridgewater USA                        | Tripp Schwenk USA                           | Emanuele Merisi Italien                     |
| Sydney 2000 Detaljer...         | Lenny Krayzelburg USA                       | Aaron Peirsol USA                           | Matt Welsh Australien                       |
| Aten 2004 Detaljer...           | Aaron Peirsol USA                           | Markus Rogan Österrike                      | Răzvan Florea Rumänien                      |
| Peking 2008 Detaljer...         | Ryan Lochte USA                             | Aaron Peirsol USA                           | Arkadij Vjattjanin Ryssland                 |
| London 2012 Detaljer...         | Tyler Clary USA                             | Ryosuke Irie Japan                          | Ryan Lochte USA                             |
| Rio de Janeiro 2016 Detaljer... | Ryan Murphy USA                             | Mitch Larkin Australien                     | Jevgenij Rylov Ryssland                     |
| Tokyo 2020 Detaljer...          | Jevgenij Rylov ROC                          | Ryan Murphy USA                             | Luke Greenbank Storbritannien               |

### 100 meter bröstsim
| Spel                            | Guld                            | Silver                           | Brons                           |
| Mexico City 1968 Detaljer...    | Don McKenzie USA                | Vladimir Kosinskij Sovjetunionen | Nikolaj Pankin Sovjetunionen    |
| München 1972 Detaljer...        | Nobutaka Taguchi Japan          | Tom Bruce USA                    | John Hencken USA                |
| Montréal 1976 Detaljer...       | John Hencken USA                | David Wilkie Storbritannien      | Arvidas Juozaitis Sovjetunionen |
| Moskva 1980 Detaljer...         | Duncan Goodhew Storbritannien   | Arsens Miskarovs Sovjetunionen   | Peter Evans Australien          |
| Los Angeles 1984 Detaljer...    | Steve Lundquist USA             | Victor Davis Kanada              | Peter Evans Australien          |
| Seoul 1988 Detaljer...          | Adrian Moorhouse Storbritannien | Károly Güttler Ungern            | Dmitrij Volkov Sovjetunionen    |
| Barcelona 1992 Detaljer...      | Nelson Diebel USA               | Norbert Rózsa Ungern             | Phil Rogers Australien          |
| Atlanta 1996 Detaljer...        | Fred Deburghgraeve Belgien      | Jeremy Linn USA                  | Mark Warnecke Tyskland          |
| Sydney 2000 Detaljer...         | Domenico Fioravanti Italien     | Ed Moses USA                     | Roman Sludnov Ryssland          |
| Aten 2004 Detaljer...           | Kosuke Kitajima Japan           | Brendan Hansen USA               | Hugues Duboscq Frankrike        |
| Peking 2008 Detaljer...         | Kosuke Kitajima Japan           | Alexander Dale Oen Norge         | Hugues Duboscq Frankrike        |
| London 2012 Detaljer...         | Cameron van der Burgh Sydafrika | Christian Sprenger Australien    | Brendan Hansen USA              |
| Rio de Janeiro 2016 Detaljer... | Adam Peaty Storbritannien       | Cameron van der Burgh Sydafrika  | Cody Miller USA                 |
| Tokyo 2020 Detaljer...          | Adam Peaty Storbritannien       | Arno Kamminga Nederländerna      | Nicolo Martinenghi Italien      |

### 100 meter fjärilsim
| Spel                            | Guld                       | Silver                   | Brons                         |
| Mexico City 1968 Detaljer...    | Douglas Russell USA        | Mark Spitz USA           | Ross Wales USA                |
| München 1972 Detaljer...        | Mark Spitz USA             | Bruce Robertson Kanada   | Jerry Heidenreich USA         |
| Montréal 1976 Detaljer...       | Matt Vogel USA             | Joe Bottom USA           | Gary Hall USA                 |
| Moskva 1980 Detaljer...         | Pär Arvidsson Sverige      | Roger Pyttel Östtyskland | David López-Zubero Spanien    |
| Los Angeles 1984 Detaljer...    | Michael Groß Västtyskland  | Pablo Morales USA        | Glenn Buchanan Australien     |
| Seoul 1988 Detaljer...          | Anthony Nesty Surinam      | Matt Biondi USA          | Andy Jameson Storbritannien   |
| Barcelona 1992 Detaljer...      | Pablo Morales USA          | Rafał Szukała Polen      | Anthony Nesty Surinam         |
| Atlanta 1996 Detaljer...        | Denis Pankratov Ryssland   | Scott Miller Australien  | Vladislav Kulikov Ryssland    |
| Sydney 2000 Detaljer...         | Lars Frölander Sverige     | Michael Klim Australien  | Geoff Huegill Australien      |
| Aten 2004 Detaljer...           | Michael Phelps USA         | Ian Crocker USA          | Andriy Serdinov Ukraina       |
| Peking 2008 Detaljer...         | Michael Phelps USA         | Milorad Čavić Serbien    | Andrew Lauterstein Australien |
| London 2012 Detaljer...         | Michael Phelps USA         | Chad le Clos Sydafrika   | Jevgenij Korotysjkin Ryssland |
| Rio de Janeiro 2016 Detaljer... | Joseph Schooling Singapore | Michael Phelps USA       | ej utdelad                    |
| Rio de Janeiro 2016 Detaljer... | Joseph Schooling Singapore | Chad le Clos Sydafrika   | ej utdelad                    |
| Rio de Janeiro 2016 Detaljer... | Joseph Schooling Singapore | László Cseh Ungern       | ej utdelad                    |
| Tokyo 2020 Detaljer...          | Caeleb Dressel USA         | Kristóf Milák Ungern     | Noe Ponti Schweiz             |

### 200 meter fjärilsim

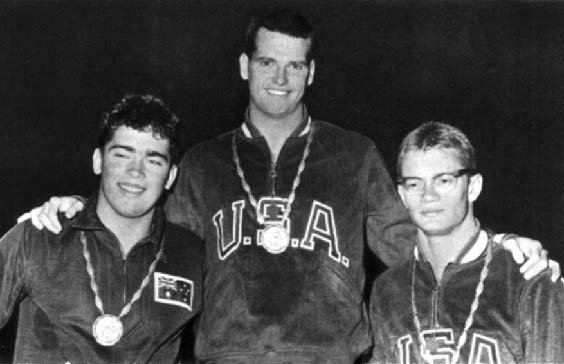
Medaljörerna på 200 meter fjärilsim vid sommarspelen i Rom 1960.

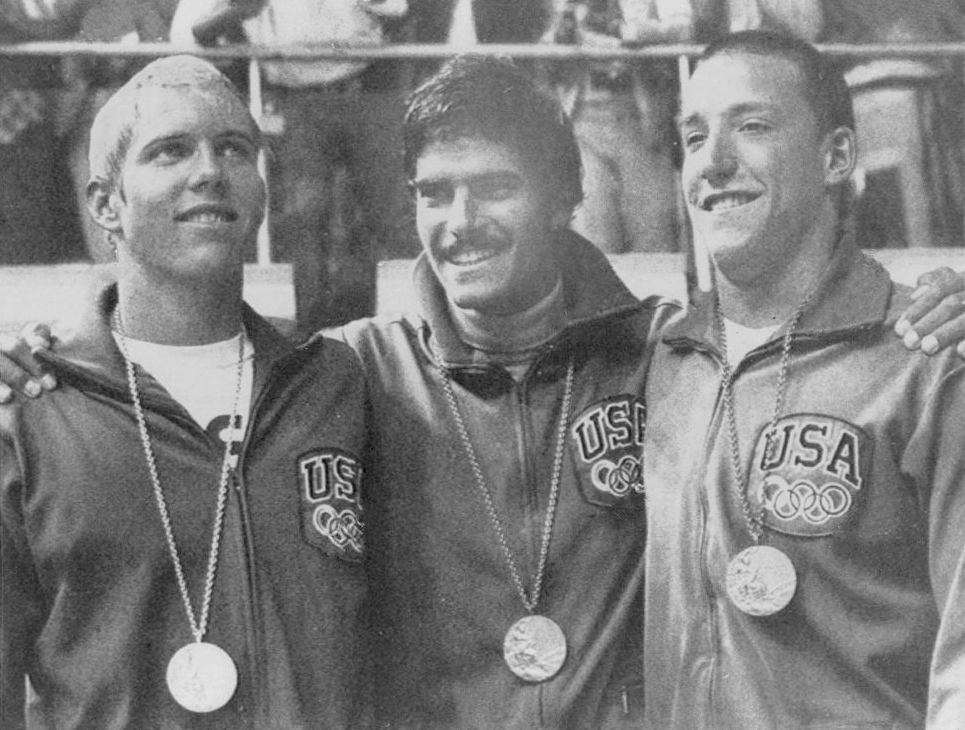
Gary Hall, Mark Spitz och Robin Backhaus med sina medaljer från 200 meter fjärilsim 1972 i München.

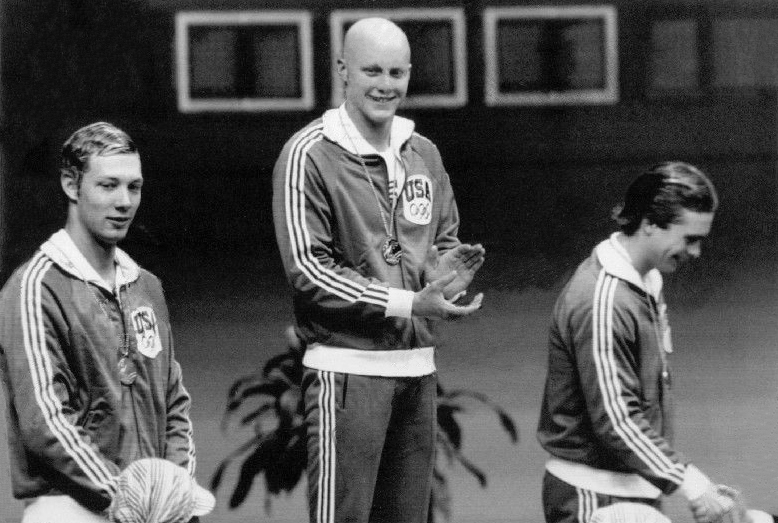
Steve Gregg, Mike Bruner och Bill Forrester på pallen efter 200 meter fjärilsim i Montréal 1976.

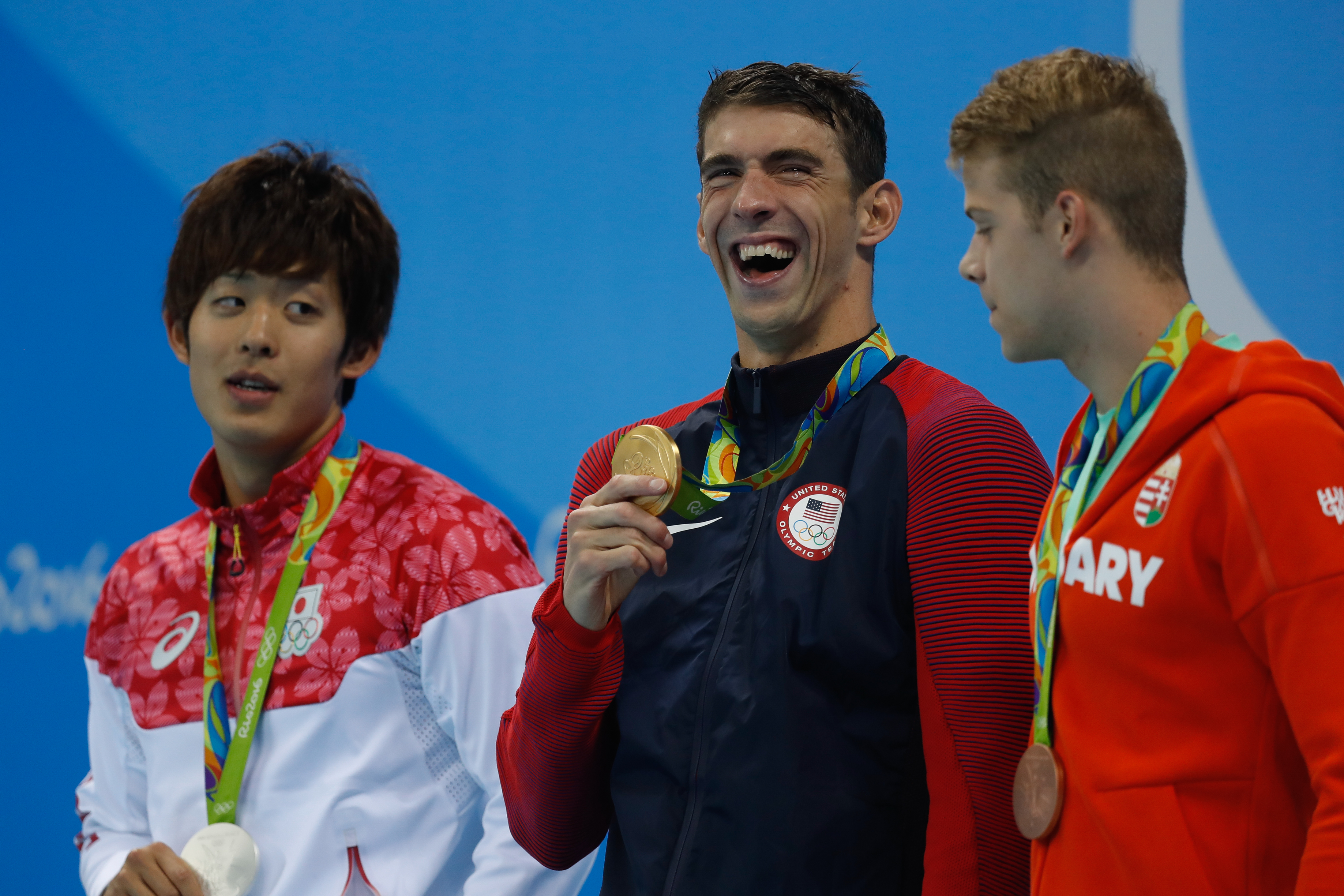
Medaljörerna på 200 meter fjärilsim vid spelen i Rio de Janeiro 2016.

| Spel                            | Guld                         | Silver                          | Brons                        |
| Melbourne 1956 Detaljer...      | William Yorzyk USA           | Takashi Ishimoto Japan          | György Tumpek Ungern         |
| Rom 1960 Detaljer...            | Michael Troy USA             | Neville Hayes Australien        | Dave Gillanders USA          |
| Tokyo 1964 Detaljer...          | Kevin Berry Australien       | Carl Robie USA                  | Fred Schmidt USA             |
| Mexico City 1968 Detaljer...    | Carl Robie USA               | Martyn Woodroffe Storbritannien | John Ferris USA              |
| München 1972 Detaljer...        | Mark Spitz USA               | Gary Hall USA                   | Robin Backhaus USA           |
| Montréal 1976 Detaljer...       | Mike Bruner USA              | Steve Gregg USA                 | Bill Forrester USA           |
| Moskva 1980 Detaljer...         | Serhej Fesenko Sovjetunionen | Philip Hubble Storbritannien    | Roger Pyttel Östtyskland     |
| Los Angeles 1984 Detaljer...    | Jon Sieben Australien        | Michael Groß Västtyskland       | Rafael Vidal Venezuela       |
| Seoul 1988 Detaljer...          | Michael Groß Västtyskland    | Benny Nielsen Danmark           | Anthony Mosse Nya Zeeland    |
| Barcelona 1992 Detaljer...      | Melvin Stewart USA           | Danyon Loader Nya Zeeland       | Franck Esposito Frankrike    |
| Atlanta 1996 Detaljer...        | Denis Pankratov Ryssland     | Tom Malchow USA                 | Scott Goodman Australien     |
| Sydney 2000 Detaljer...         | Tom Malchow USA              | Denys Sylantiev Ukraina         | Justin Norris Australien     |
| Aten 2004 Detaljer...           | Michael Phelps USA           | Takashi Yamamoto Japan          | Stephen Parry Storbritannien |
| Peking 2008 Detaljer...         | Michael Phelps USA           | László Cseh Ungern              | Takeshi Matsuda Japan        |
| London 2012 Detaljer...         | Chad le Clos Sydafrika       | Michael Phelps USA              | Takeshi Matsuda Japan        |
| Rio de Janeiro 2016 Detaljer... | Michael Phelps USA           | Masato Sakai Japan              | Tamás Kenderesi Ungern       |
| Tokyo 2020 Detaljer...          | Kristóf Milák Ungern         | Tomoru Honda Japan              | Federico Burdisso Italien    |

### 200 meter medley

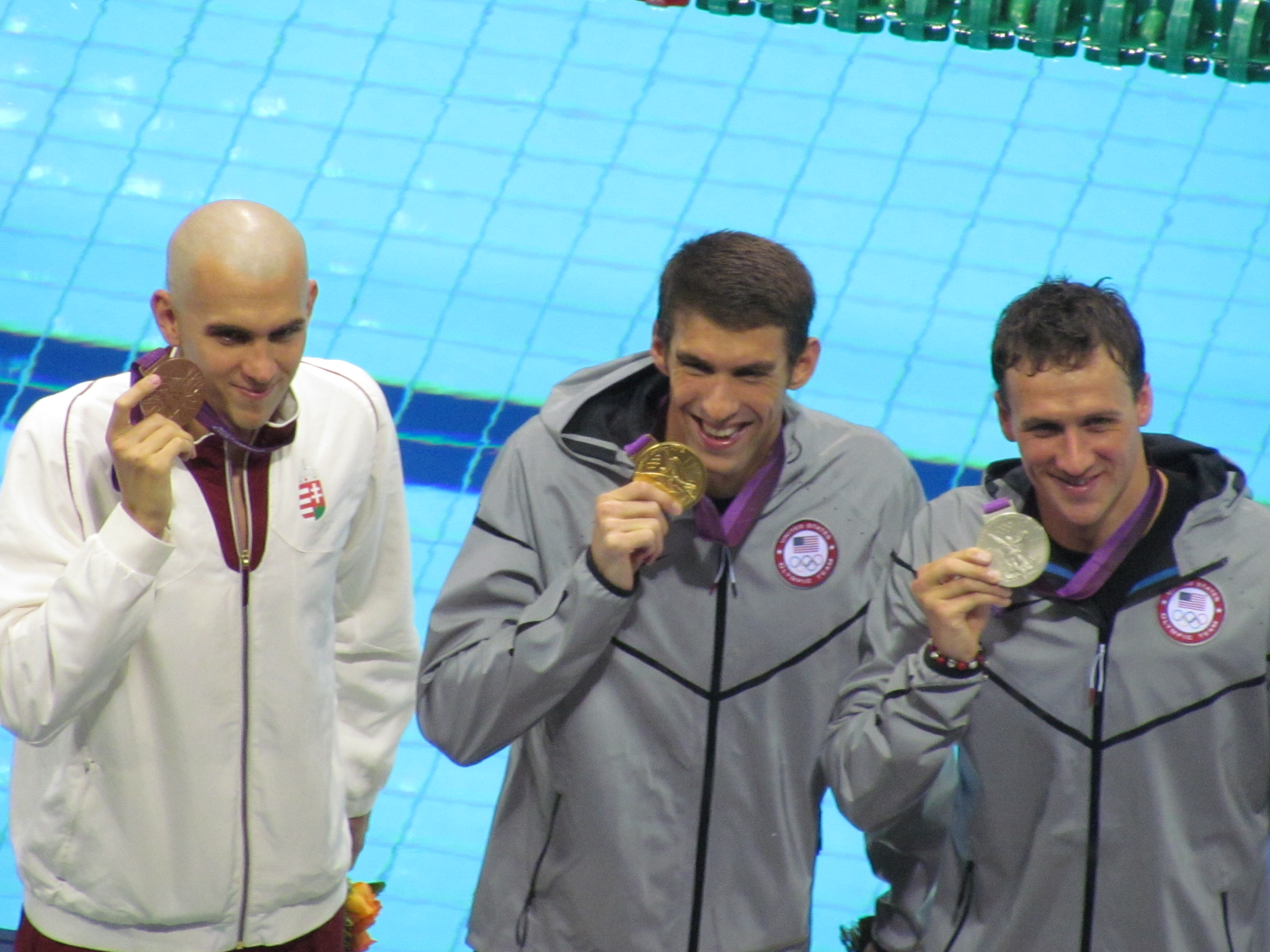
Medaljörerna på 200 meter medley i London 2012.

| Spel                            | Guld                                        | Silver                                      | Brons                                       |
| Mexico City 1968 Detaljer...    | Charles Hickcox USA                         | Greg Buckingham USA                         | John Ferris USA                             |
| München 1972 Detaljer...        | Gunnar Larsson Sverige                      | Tim McKee USA                               | Steve Furniss USA                           |
| 1976–1980                       | inkluderades ej på det olympiska programmet | inkluderades ej på det olympiska programmet | inkluderades ej på det olympiska programmet |
| Los Angeles 1984 Detaljer...    | Alex Baumann Kanada                         | Pablo Morales USA                           | Neil Cochran Storbritannien                 |
| Seoul 1988 Detaljer...          | Tamás Darnyi Ungern                         | Patrick Kühl Östtyskland                    | Vadim Jarosjtjuk Sovjetunionen              |
| Barcelona 1992 Detaljer...      | Tamás Darnyi Ungern                         | Greg Burgess USA                            | Attila Czene Ungern                         |
| Atlanta 1996 Detaljer...        | Attila Czene Ungern                         | Jani Sievinen Finland                       | Curtis Myden Kanada                         |
| Sydney 2000 Detaljer...         | Massimiliano Rosolino Italien               | Tom Dolan USA                               | Tom Wilkens USA                             |
| Aten 2004 Detaljer...           | Michael Phelps USA                          | Ryan Lochte USA                             | George Bovell Trinidad och Tobago           |
| Peking 2008 Detaljer...         | Michael Phelps USA                          | László Cseh Ungern                          | Ryan Lochte USA                             |
| London 2012 Detaljer...         | Michael Phelps USA                          | Ryan Lochte USA                             | László Cseh Ungern                          |
| Rio de Janeiro 2016 Detaljer... | Michael Phelps USA                          | Kosuke Hagino Japan                         | Wang Shun Kina                              |
| Tokyo 2020 Detaljer...          | Wang Shun Kina                              | Duncan Scott Storbritannien                 | Jérémy Desplanches Schweiz                  |

### 400 meter medley

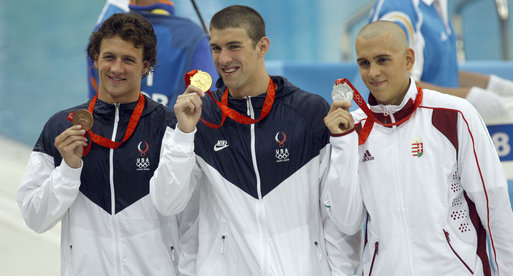
Medaljörerna på 400 meter medley vid sommarspelen 2008.

| Spel                            | Guld                              | Silver                       | Brons                               |
| Tokyo 1964 Detaljer...          | Richard Roth USA                  | Roy Saari USA                | Gerhard Hetz Tysklands förenade lag |
| Mexico City 1968 Detaljer...    | Charles Hickcox USA               | Gary Hall USA                | Michael Holthaus Västtyskland       |
| München 1972 Detaljer...        | Gunnar Larsson Sverige            | Tim McKee USA                | András Hargitay Ungern              |
| Montréal 1976 Detaljer...       | Rod Strachan USA                  | Tim McKee USA                | Andrej Smirnov Sovjetunionen        |
| Moskva 1980 Detaljer...         | Aleksandr Sidorenko Sovjetunionen | Serhej Fesenko Sovjetunionen | Zoltán Verrasztó Ungern             |
| Los Angeles 1984 Detaljer...    | Alex Baumann Kanada               | Ricardo Prado Brasilien      | Rob Woodhouse Australien            |
| Seoul 1988 Detaljer...          | Tamás Darnyi Ungern               | David Wharton USA            | Stefano Battistelli Italien         |
| Barcelona 1992 Detaljer...      | Tamás Darnyi Ungern               | Eric Namesnik USA            | Luca Sacchi Italien                 |
| Atlanta 1996 Detaljer...        | Tom Dolan USA                     | Eric Namesnik USA            | Curtis Myden Kanada                 |
| Sydney 2000 Detaljer...         | Tom Dolan USA                     | Erik Vendt USA               | Curtis Myden Kanada                 |
| Aten 2004 Detaljer...           | Michael Phelps USA                | Erik Vendt USA               | László Cseh Ungern                  |
| Peking 2008 Detaljer...         | Michael Phelps USA                | László Cseh Ungern           | Ryan Lochte USA                     |
| London 2012 Detaljer...         | Ryan Lochte USA                   | Thiago Pereira Brasilien     | Kosuke Hagino Japan                 |
| Rio de Janeiro 2016 Detaljer... | Kosuke Hagino Japan               | Chase Kalisz USA             | Daiya Seto Japan                    |
| Tokyo 2020 Detaljer...          | Chase Kalisz USA                  | Jay Litherland USA           | Brendon Smith Australien            |

### 4 × 100 meter frisim

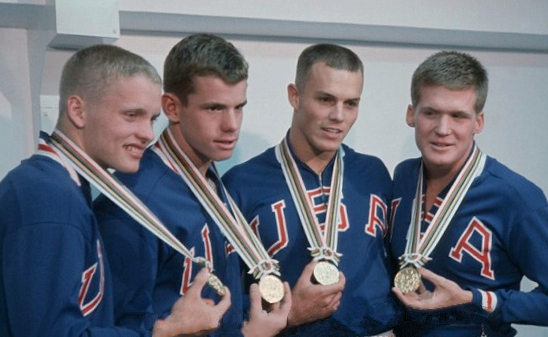
Det amerikanska laget som tog lagkappsguld på 4 x 100 meter frisim 1964 i Tokyo.

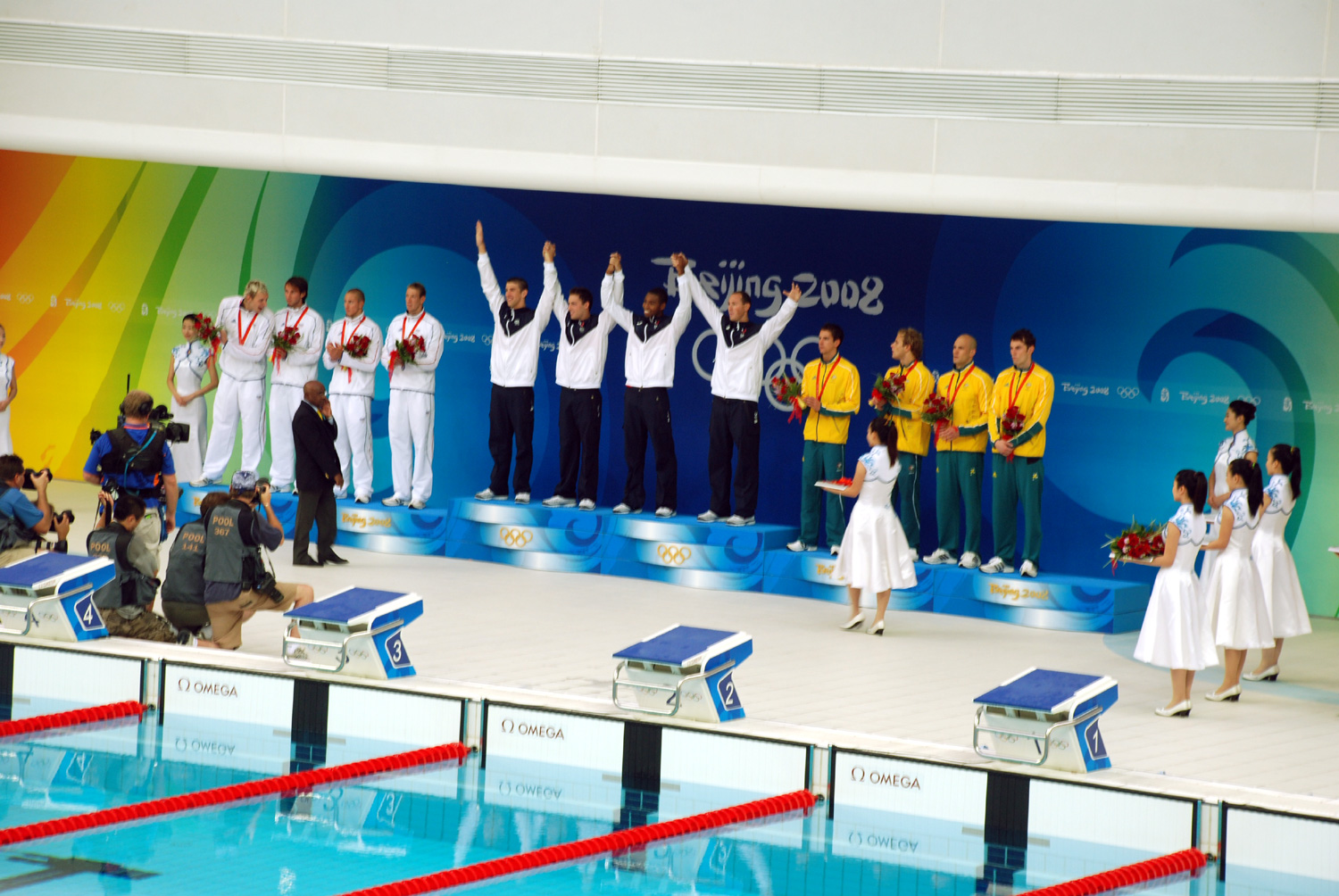
Medaljörerna på 4 x 100 meter frisim i Peking 2008.

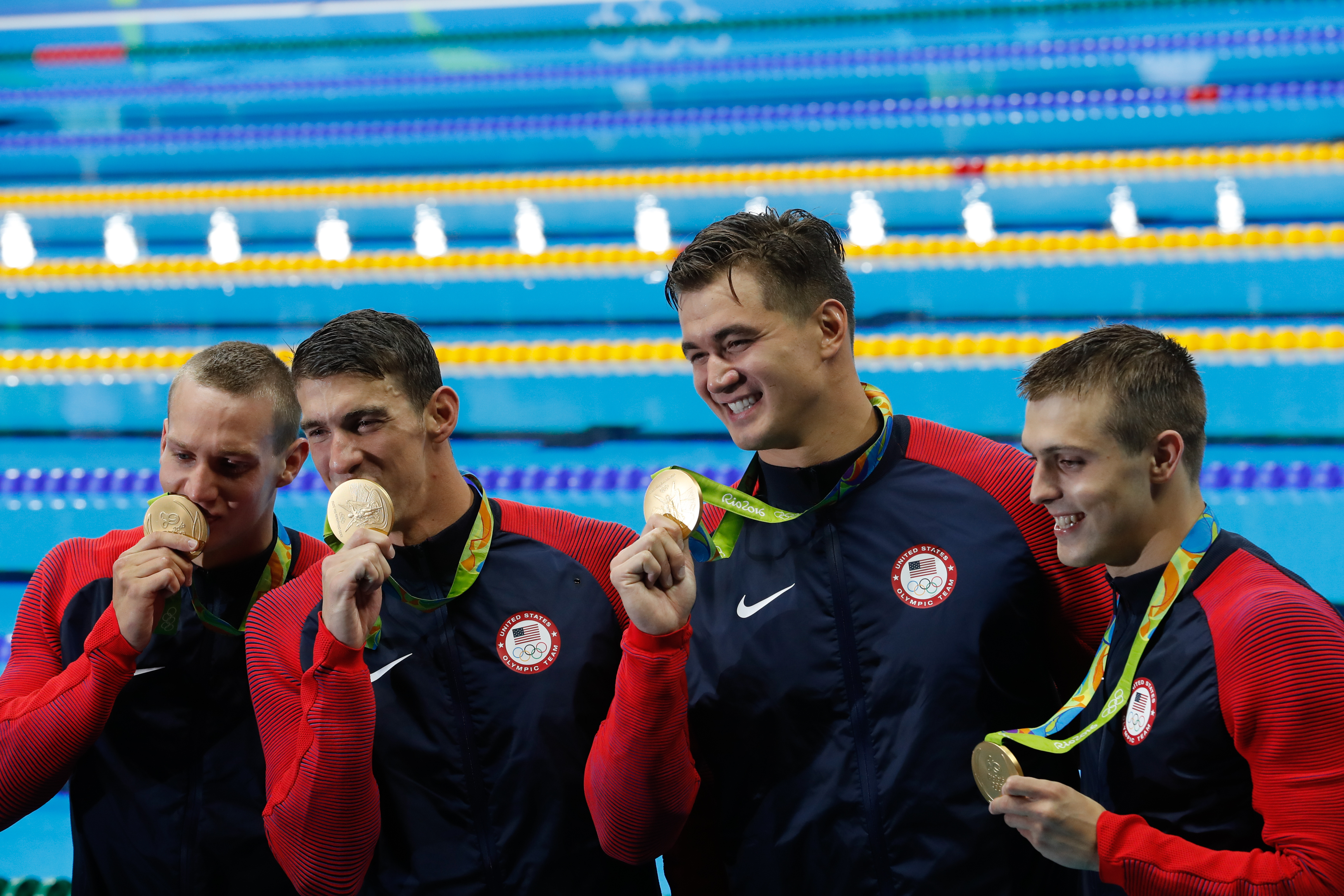
Det amerikanska laget som vann guld på 4 x 100 meter frisim i Rio de Janeiro 2016.

| Spel                            | Guld | Silver | Brons                                                                                                   |
| Tokyo 1964 Detaljer...          | USA Stephen Clark Mike Austin Gary Ilman Don Schollander                                                       | Tysklands förenade lag Horst Löffler Frank Wiegand Uwe Jacobsen Hans-Joachim Klein                            | Australien David Dickson Peter Doak John Ryan Bob Windle                                                |
| Mexico City 1968 Detaljer...    | USA Zachary Zorn Stephen Rerych Mark Spitz Kenneth Walsh                                                       | Sovjetunionen Georgijs Kuļikovs Viktor Mazanov Semjon Belits-Gejman Leonid Ilitjov                            | Australien Greg Rogers Bob Windle Robert Cusack Michael Wenden                                          |
| München 1972 Detaljer...        | USA David Edgar John Murphy Jerry Heidenreich Mark Spitz                                                       | Sovjetunionen Vladimir Bure Viktor Mazanov Viktor Aboimov Igor Grivennikov                                    | Östtyskland Roland Matthes Wilfried Hartung Peter Bruch Lutz Unger                                      |
| 1976–1980                       | inkluderades ej på det olympiska programmet                                                                    | inkluderades ej på det olympiska programmet                                                                   | inkluderades ej på det olympiska programmet                                                             |
| Los Angeles 1984 Detaljer...    | USA Chris Cavanaugh Michael Heath Matt Biondi Rowdy Gaines                                                     | Australien Greg Fasala Neil Brooks Michael Delany Mark Stockwell                                              | Sverige Thomas Lejdström Bengt Baron Mikael Örn Per Johansson                                           |
| Seoul 1988 Detaljer...          | USA Chris Jacobs Troy Dalbey Tom Jager Matt Biondi Doug Gjertsen                                               | Sovjetunionen Gennadij Prigoda Iurie Başcatov Nikolaj Jevsejev Volodymyr Tkatjenko Raimundas Mažuolis         | Östtyskland Dirk Richter Thomas Flemming Lars Hinneburg Steffen Zesner                                  |
| Barcelona 1992 Detaljer...      | USA Joe Hudepohl Matt Biondi Tom Jager Jon Olsen Shaun Jordan Joel Thomas                                      | OSS Pavlo Chnykin Gennadij Prigoda Iurie Başcatov Aleksandr Popov Vladimir Pysjnenko* Veniamin Tajanovitj     | Tyskland Dirk Richter Christian Tröger Steffen Zesner Mark Pinger Andreas Szigat Bengt Zikarsky         |
| Atlanta 1996 Detaljer...        | USA Jon Olsen Josh Davis Bradley Schumacher Gary Hall Jr. David Fox Scott Tucker                               | Ryssland Roman Jegorov Aleksandr Popov Vladimir Predkin Vladimir Pysjnenko Denis Pimankov                     | Tyskland Christian Tröger Bengt Zikarsky Björn Zikarsky Mark Pinger Alexander Lüderitz                  |
| Sydney 2000 Detaljer...         | Australien Ian Thorpe Ashley Callus Chris Fydler Michael Klim Todd Pearson Adam Pine                           | USA Neil Walker Anthony Ervin Gary Hall Jr. Jason Lezak Scott Tucker Josh Davis                               | Brasilien Edvaldo Valério Gustavo Borges Carlos Jayme Fernando Scherer                                  |
| Aten 2004 Detaljer...           | Sydafrika Roland Schoeman Lyndon Ferns Darian Townsend Ryk Neethling                                           | Nederländerna Johan Kenkhuis Mitja Zastrow Klaas-Erik Zwering Pieter van den Hoogenband Mark Veens            | USA Ian Crocker Michael Phelps Neil Walker Jason Lezak Nate Dusing Gary Hall Jr. Gabe Woodward          |
| Peking 2008 Detaljer...         | USA Michael Phelps Garrett Weber-Gale Cullen Jones Jason Lezak Nathan Adrian Ben Wildman-Tobriner Matt Grevers | Frankrike Amaury Leveaux Fabien Gilot Frédérick Bousquet Alain Bernard Grégory Mallet Boris Steimetz          | Australien Eamon Sullivan Andrew Lauterstein Ashley Callus Matthew Targett Leith Brodie Patrick Murphy  |
| London 2012 Detaljer...         | Frankrike Amaury Leveaux Fabien Gilot Clement Lefert Yannick Agnel Alain Bernard Jérémy Stravius               | USA Nathan Adrian Michael Phelps Cullen Jones Ryan Lochte Jimmy Freigen Matt Grevers Ricky Berens Jason Lezak | Ryssland Andrej Gretjin Nikita Lobintsev Vladimir Morozov Danila Izotov Jevgenij Lagunov Sergej Fesikov |
| Rio de Janeiro 2016 Detaljer... | USA Caeleb Dressel Michael Phelps Ryan Held Nathan Adrian Jimmy Feigen Blake Pieroni Anthony Irvin             | Frankrike Mehdy Metella Fabien Gilot Florent Manaudou Jérémy Stravius Clément Mignon William Meynard          | Australien James Roberts Kyle Chalmers James Magnussen Cameron McEvoy Matthew Abood                     |
| Tokyo 2020 Detaljer...          | USA Caeleb Dressel Blake Pieroni Bowe Becker Zach Apple Brooks Curry                                           | Italien Alessandro Miressi Thomas Ceccon Lorenzo Zazzeri Manuel Frigo Santo Condorelli                        | Australien Matthew Temple Zac Incerti Alexander Graham Kyle Chalmers Cameron McEvoy                     |

Not: sedan 1992 tilldelas även tävlande som enbart simmat i de kvalificerande omgångarna medaljer.

### 4 × 200 meter frisim

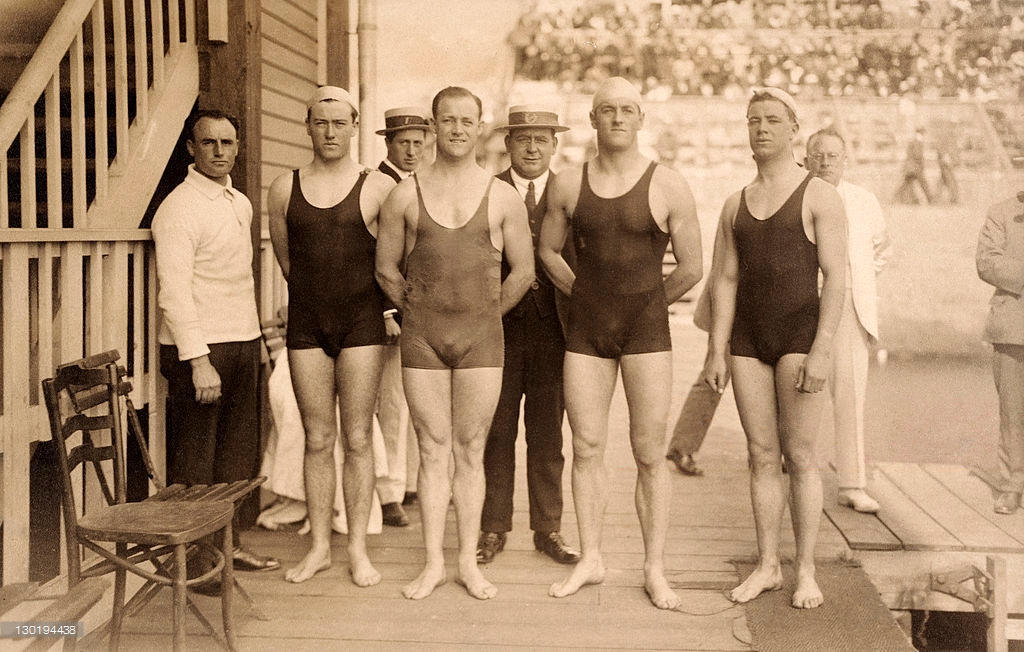
Det australiensiska silvermedaljörslaget på 4 x 200 meter frisim i Antwerpen 1920.

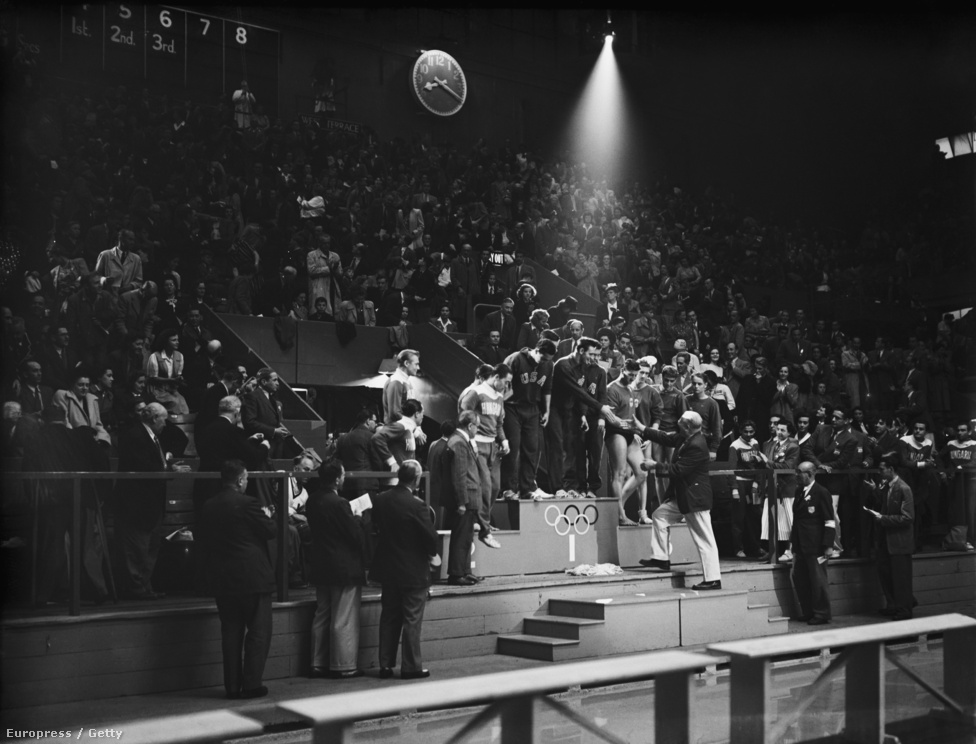
Medaljörerna på 4 x 200 meter frisim i London 1948.

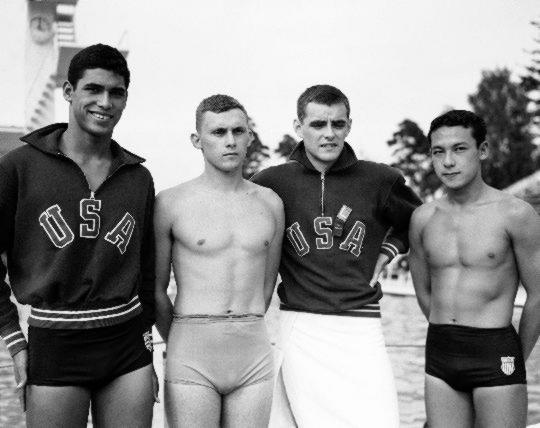
Det amerikanska laget som tog lagkappsguld på 4 x 200 meter frisim 1952 i Helsingfors.

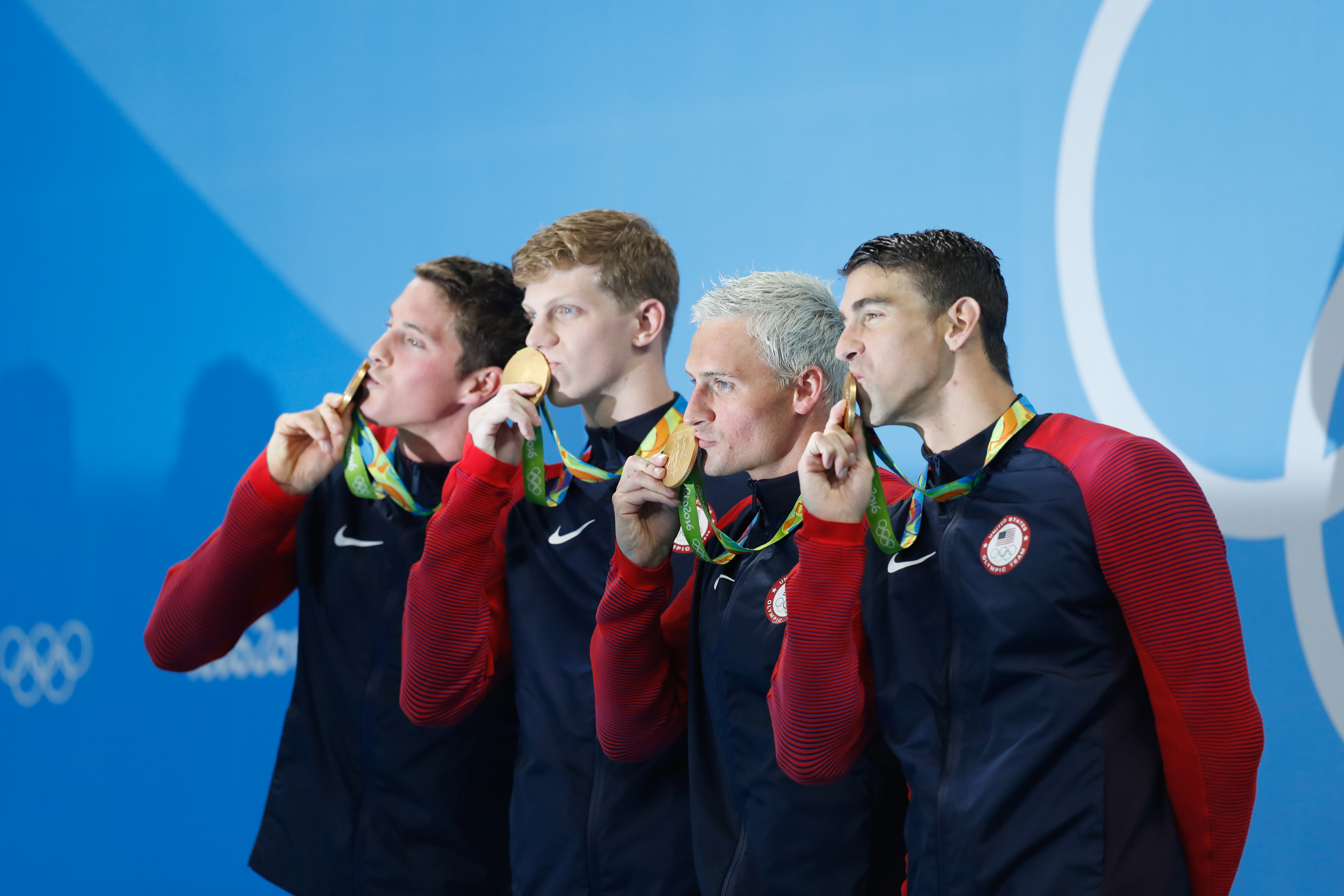
Det amerikanska laget som vann guld på 4 x 200 meter frisim i Rio de Janeiro 2016.

| Spel                            | Guld | Silver | Brons |
| London 1908 Detaljer...         | Storbritannien John Derbyshire Paul Radmilovic William Foster Henry Taylor                                   | Ungern József Munk Imre Zachár Béla Las Torres Zoltán Halmay                                                    | USA Harry Hebner Leo Goodwin Charles Daniels Leslie Rich                                                               |
| Stockholm 1912 Detaljer...      | Australasien Cecil Healy Malcolm Champion Leslie Boardman Harold Hardwick                                    | USA Kenneth Huszagh Harry Hebner Perry McGillivray Duke Kahanamoku                                              | Storbritannien William Foster Thomas Battersby John Hatfield Henry Taylor                                              |
| Antwerpen 1920 Detaljer...      | USA Perry McGillivray Pua Kealoha Norman Ross Duke Kahanamoku                                                | Australien Henry Hay William Herald Ivan Stedman Frank Beaurepaire                                              | Storbritannien Leslie Savage Edward Peter Henry Taylor Harold Annison                                                  |
| Paris 1924 Detaljer...          | USA Wally O'Connor Harrison Glancy Ralph Breyer Johnny Weissmuller                                           | Australien Maurice Christie Ernest Henry Frank Beaurepaire Andrew Charlton                                      | Sverige Georg Werner Orvar Trolle Åke Borg Arne Borg                                                                   |
| Amsterdam 1928 Detaljer...      | USA Austin Clapp Walter Laufer George Kojac Johnny Weissmuller                                               | Japan Nobuo Arai Tokuhei Sada Katsuo Takaishi Hiroshi Yoneyama                                                  | Kanada Garnet Ault Munroe Bourne James Thompson Walter Spence                                                          |
| Los Angeles 1932 Detaljer...    | Japan Yasuji Miyazaki Masanori Yusa Takashi Yokoyama Hisakichi Toyoda                                        | USA Frank Booth George Fissler Maiola Kalili Manuella Kalili                                                    | Ungern András Wanié László Szabados András Székely István Bárány                                                       |
| Berlin 1936 Detaljer...         | Japan Masanori Yusa Shigeo Sugiura Masaharu Taguchi Shigeo Arai                                              | USA Ralph Flanagan John Macionis Paul Wolf Jack Medica                                                          | Ungern Árpád Lengyel Oszkár Abay-Nemes Ödön Gróf Ferenc Csik                                                           |
| London 1948 Detaljer...         | USA Walter Ris James McLane Wallce Wolf William Smith                                                        | Ungern Elemér Szathmáry György Mitró Imre Nyéki Géza Kádas                                                      | Frankrike Joseph Bernardo Henri Padou René Cornu Alexandre Jany                                                        |
| Helsingfors 1952 Detaljer...    | USA Wayne Moore Bill Woolsey Ford Konno James McLane                                                         | Japan Hiroshi Suzuki Yoshihiro Hamaguchi Toru Goto Teijiro Tanikawa                                             | Frankrike Joseph Bernardo Aldo Eminente Alexandre Jany Jean Boiteux                                                    |
| Melbourne 1956 Detaljer...      | Australien Kevin O'Halloran John Devitt Murray Rose Jon Henricks                                             | USA Dick Hanley George Breen Bill Woolsey Ford Konno                                                            | Sovjetunionen Vitalij Sorokin Vladimir Struzjanov Gennadij Nikolajev Boris Nikitin                                     |
| Rom 1960 Detaljer...            | USA George Harrison Richard Blick Michael Troy Jeff Farrell                                                  | Japan Makoto Fukui Hiroshi Ishii Tsuyoshi Yamanaka Tatsuo Fujimoto                                              | Australien David Dickson John Devitt Murray Rose John Konrads                                                          |
| Tokyo 1964 Detaljer...          | USA Stephen Clark Roy Saari Gary Ilman Don Schollander                                                       | Tysklands förenade lag Horst-Günter Gregor Gerhard Hetz Frank Wiegand Hans-Joachim Klein                        | Japan Makoto Fukui Kunihiro Iwasaki Toshio Shoji Yujiaki Okabe                                                         |
| Mexico City 1968 Detaljer...    | USA John Nelson Stephen Rerych Mark Spitz Don Schollander                                                    | Australien Greg Rogers Graham White Bob Windle Michael Wenden                                                   | Sovjetunionen Vladimir Bure Semjon Belits-Gejman Georgijs Kuļikovs Leonid Ilitjov                                      |
| München 1972 Detaljer...        | USA John Kinsella Fred Tyler Steve Genter Mark Spitz                                                         | Västtyskland Klaus Steinbach Werner Lampe Hans Vosseler Hans Fassnacht                                          | Sovjetunionen Igor Grivennikov Viktor Mazanov Georgijs Kuļikovs Vladimir Bure                                          |
| Montréal 1976 Detaljer...       | USA Mike Bruner Bruce Furniss John Naber James Montgomery                                                    | Sovjetunionen Volodymyr Raskatov Andrej Bogdanov Sergej Kopljakov Andrej Krylov                                 | Storbritannien Alan McClatchey David Dunne Gordon Downie Brian Brinkley                                                |
| Moskva 1980 Detaljer...         | Sovjetunionen Sergej Kopljakov Vladimir Salnikov Ivar Stukolkin Andrej Krylov                                | Östtyskland Frank Pfütze Jörg Woithe Detlev Grabs Rainer Strohbach                                              | Brasilien Jorge Fernandes Marcus Mattioli Cyro Delgado Djan Madruga                                                    |
| Los Angeles 1984 Detaljer...    | USA Michael Heath David Larson Jeff Float Bruce Hayes                                                        | Västtyskland Thomas Fahrner Dirk Korthals Alexander Schowtka Michael Groß                                       | Storbritannien Neil Cochran Paul Easter Paul Howe Andrew Astbury                                                       |
| Seoul 1988 Detaljer...          | USA Troy Dalbey Matt Cetlinski Doug Gjertsen Matt Biondi                                                     | Östtyskland Uwe Daßler Sven Lodziewski Thomas Flemming Steffen Zesner                                           | Västtyskland Erik Hochstein Thomas Fahrner Rainer Henkel Michael Groß                                                  |
| Barcelona 1992 Detaljer...      | OSS Dmitrij Lepikov Vladimir Pysjnenko Veniamin Tajanovitj Jevgenij Sadovyj Aleksej Kudrjavtsev Jurij Muchin | Sverige Christer Wallin Anders Holmertz Tommy Werner Lars Frölander                                             | USA Joe Hudepohl Melvin Stewart Jon Olsen Doug Gjertsen Scott Jaffe Daniel Jorgensen                                   |
| Atlanta 1996 Detaljer...        | USA Josh Davis Joe Hudepohl Brad Schumacher Ryan Berube Jon Olsen                                            | Sverige Anders Lyrbring Anders Holmertz Christer Wallin Lars Frölander                                          | Tyskland Christian Tröger Aimo Heilmann Christian Keller Steffen Zesner Konstantin Dubrovin Oliver Lampe               |
| Sydney 2000 Detaljer...         | Australien Todd Pearson Ian Thorpe Bill Kirby Michael Klim Grant Hackett Daniel Kowalski                     | USA Jamie Rauch Josh Davis Scott Goldblatt Klete Keller Nate Dusing Chad Carvin                                 | Nederländerna Martijn Zuijdweg Johan Kenkhuis Pieter van den Hoogenband Marcel Wouda Mark van der Zijden               |
| Aten 2004 Detaljer...           | USA Michael Phelps Ryan Lochte Peter Vanderkaay Klete Keller Scott Goldblatt Dan Ketchum                     | Australien Grant Hackett Michael Klim Nicholas Sprenger Ian Thorpe Antony Matkovich Todd Pearson* Craig Stevens | Italien Emiliano Brembilla Massimiliano Rosolino Simone Cercato Filippo Magnini Federico Cappellazzo Matteo Pelliciari |
| Peking 2008 Detaljer...         | USA Michael Phelps Ryan Lochte Ricky Berens Peter Vanderkaay Klete Keller Erik Vendt David Walters           | Ryssland Nikita Lobintsev Jevgenij Lagunov Danila Izotov Aleksandr Suchorukov Michail Polisjtjuk                | Australien Patrick Murphy Grant Hackett Grant Brits Nick Ffrost Leith Brodie Kirk Palmer                               |
| London 2012 Detaljer...         | USA Ryan Lochte Conor Dwyer Richard Berens Michael Phelps Charlie Houdrin Matt McLean Davis Tarwater         | Frankrike Amaury Leveaux Gregory Mallet Clément Lefert Yannick Agnel Jérémy Stravius                            | Kina Hao Yun Li Yunqi Jiang Haiqi Sun Yang Lü Zhivu Dai Jun                                                            |
| Rio de Janeiro 2016 Detaljer... | USA Conor Dwyer Townley Haas Ryan Lochte Michael Phelps Clark Smith Jack Conger Gunnar Bentz                 | Storbritannien Stephen Milne Duncan Scott Daniel Wallace James Guy Robbie Renwick                               | Japan Kosuke Hagino Naito Ehara Yuki Kobori Takeshi Matsuda                                                            |
| Tokyo 2020 Detaljer...          | Storbritannien Tom Dean James Guy Matthew Richards Duncan Scott Calum Jarvis                                 | ROC Martin Maljutin Ivan Girev Jevgenij Rylov Michail Dovgaljuk Aleksandr Krasnych Michail Vekovisjtjev         | Australien Alexander Graham Kyle Chalmers Zac Incerti Thomas Neill Mack Horton Elijah Winnington                       |

Not: sedan 1992 tilldelas även de tävlande som enbart simmat i de kvalificerande omgångarna medaljer.

### 4 × 100 meter medley

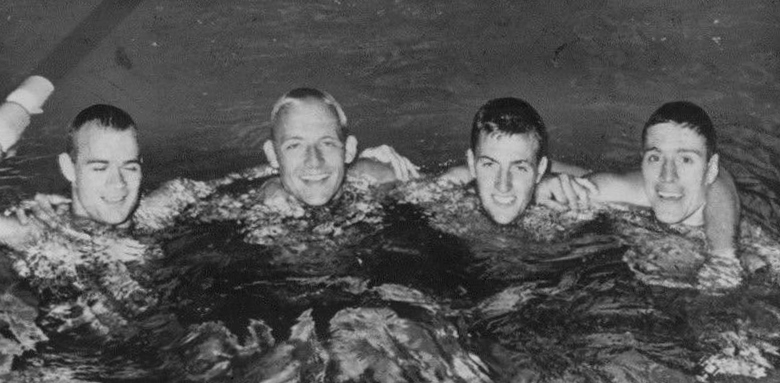
Det amerikanska laget som tog lagkappsguld på 4 x 100 meter medley 1960 i Rom.

| Spel                            | Guld | Silver | Brons |
| Rom 1960 Detaljer...            | USA Frank McKinney Paul Hait Lance Larson Jeff Farrell                                                                | Australien David Theile Terry Gathercole Neville Hayes Geoff Shipton                                                                     | Japan Kazuo Tomita Koichi Hirakida Yoshihiko Osaki Keigo Shimizu                                                |
| Tokyo 1964 Detaljer...          | USA Harold Mann William Craig Fred Schmidt Stephen Clark                                                              | Tysklands förenade lag Ernst Küppers Egon Henninger Horst-Günter Gregor Hans-Joachim Klein                                               | Australien Peter Reynolds Ian O'Brien Kevin Berry David Dickson                                                 |
| Mexico City 1968 Detaljer...    | USA Charles Hickcox Don McKenzie Douglas Russell Kenneth Walsh                                                        | Östtyskland Roland Matthes Egon Henninger Horst-Günter Gregor Frank Wiegand                                                              | Sovjetunionen Jurij Hromak Vladimir Nemsjilov Vladimir Kosinskij Leonid Ilitjov                                 |
| München 1972 Detaljer...        | USA Mike Stamm Tom Bruce Mark Spitz Jerry Heidenreich                                                                 | Östtyskland Roland Matthes Klaus Katzur Hartmut Flöckner Lutz Unger                                                                      | Kanada Erik Fish William Mahony Bruce Robertson Robert Kasting                                                  |
| Montréal 1976 Detaljer...       | USA John Naber John Hencken Matt Vogel James Montgomery                                                               | Kanada Stephen Pickell Graham Smith Clay Evans Gary MacDonald                                                                            | Västtyskland Klaus Steinbach Walter Kusch Michael Kraus Peter Nocke                                             |
| Moskva 1980 Detaljer...         | Australien Mark Kerry Peter Evans Mark Tonelli Neil Brooks                                                            | Sovjetunionen Viktor Kuznetsov Arsens Miskarovs Jevgenij Seredin Sergej Kopljakov                                                        | Storbritannien Gary Abraham Duncan Goodhew David Lowe Martin Smith                                              |
| Los Angeles 1984 Detaljer...    | USA Rick Carey Steve Lundquist Pablo Morales Rowdy Gaines                                                             | Kanada Mike West Victor Davis Tom Ponting Sandy Goss                                                                                     | Australien Mark Kerry Peter Evans Glenn Buchanan Mark Stockwell                                                 |
| Seoul 1988 Detaljer...          | USA David Berkoff Richard Schroeder Matt Biondi Chris Jacobs                                                          | Kanada Mark Tewksbury Victor Davis Tom Ponting Sandy Goss                                                                                | Sovjetunionen Igor Poljanskij Dmitrij Volkov Vadim Jarosjtjuk Gennadij Prigoda                                  |
| Barcelona 1992 Detaljer...      | USA Jeff Rouse Nelson Diebel Pablo Morales Jon Olsen David Berkoff Hans Dersch Melvin Stewart Matt Biondi             | OSS Vladimir Selkov Vasilij Ivanov Pavlo Chnykin Aleksandr Popov Vladimir Pysjnenko Vladislav Kulikov Dmitrij Volkov                     | Kanada Mark Tewksbury Jonathan Cleveland Marcel Gery Stephen Clarke Tom Ponting                                 |
| Atlanta 1996 Detaljer...        | USA Jeff Rouse Jeremy Linn Mark Henderson Gary Hall Jr. Josh Davis Kurt Grote John Hargis Tripp Schwenk               | Ryssland Vladimir Selkov Stanislav Lopuchov Denis Pankratov Aleksandr Popov Roman Ivanovskij Vladislav Kulikov Roman Jegorov             | Australien Steven Dewick Phil Rogers Scott Miller Michael Klim Toby Haenen                                      |
| Sydney 2000 Detaljer...         | USA Lenny Krayzelburg Ed Moses Ian Crocker Gary Hall Jr. Neil Walker Tommy Hannan Jason Lezak                         | Australien Matt Welsh Regan Harrison Geoff Huegill Michael Klim Josh Watson Ryan Mitchell Adam Pine Ian Thorpe                           | Tyskland Stev Theloke Jens Kruppa Thomas Rupprath Torsten Spanneberg                                            |
| Aten 2004 Detaljer...           | USA Aaron Peirsol Brendan Hansen Ian Crocker Jason Lezak Lenny Krayzelburg Mark Gangloff Michael Phelps Neil Walker   | Tyskland Steffen Driesen Jens Kruppa Thomas Rupprath Lars Conrad Helge Meeuw                                                             | Japan Tomomi Morita Kosuke Kitajima Takashi Yamamoto Yoshihiro Okumura                                          |
| Peking 2008 Detaljer...         | USA Aaron Peirsol Brendan Hansen Michael Phelps Jason Lezak Matt Grevers Mark Gangloff Ian Crocker Garrett Weber-Gale | Australien Hayden Stoeckel Brenton Rickard Andrew Lauterstein Eamon Sullivan Ashley Delaney Christian Sprenger Adam Pine Matthew Targett | Japan Junichi Miyashita Kosuke Kitajima Takuro Fujii Hisayoshi Sato                                             |
| London 2012 Detaljer...         | USA Matt Grevers Brendan Hansen Michael Phelps Nathan Adrian Nick Thoman Eric Shanteau Tyler McGill Cullen Jones      | Japan Ryosuke Irie Kosuke Kitajima Takeshi Matsuda Takuro Fujii                                                                          | Australien Hayden Stoeckel Christian Sprenger Matthew Targett James Magnussen Brenton Rickard Tommaso D'Orsogna |
| Rio de Janeiro 2016 Detaljer... | USA Ryan Murphy Cody Miller Michael Phelps Nathan Adrian David Plummer Kevin Cordes Tom Shields Caeleb Dressel        | Storbritannien Chris Walker-Hebborn Adam Peaty James Guy Duncan Scott                                                                    | Australien Mitch Larkin Jake Packard David Morgan Kyle Chalmers Cameron McEvoy                                  |
| Tokyo 2020 Detaljer...          | USA Ryan Murphy Michael Andrew Caeleb Dressel Zach Apple Hunter Armstrong Andrew Wilson Tom Shields Blake Pieroni     | Storbritannien Luke Greenbank Adam Peaty James Guy Duncan Scott James Wilby                                                              | Italien Thomas Ceccon Nicolò Martinenghi Federico Burdisso Alessandro Miressi                                   |

Not: sedan 1992 tilldelas även tävlande som enbart simmat i de kvalificerande omgångarna medaljer.

### 10 km maraton
| Spel                            | Guld                                  | Silver                       | Brons                          |
| Peking 2008 Detaljer...         | Maarten van der Weijden Nederländerna | David Davies Storbritannien  | Thomas Lurz Tyskland           |
| London 2012 Detaljer...         | Oussama Mellouli Tunisien             | Thomas Lurz Tyskland         | Richard Weinberger Kanada      |
| Rio de Janeiro 2016 Detaljer... | Ferry Weertman Nederländerna          | Spyridon Gianniotis Grekland | Marc-Antoine Olivier Frankrike |
| Tokyo 2020 Detaljer...          | Florian Wellbrock Tyskland            | Kristóf Rasovszky Ungern     | Gregorio Paltrinieri Italien   |

## Borttagna grenar

### De tre första spelen

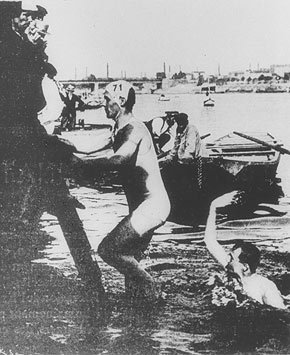
Frederick Lane på väg upp ur vattnet efter att ha vunnit finalen på 200 meter hindersimning i Paris 1900.

Grenar som endast var med 1896.
| Gren                                    | Guld                       | Silver                     | Brons                         |
| 500 meter frisim Detaljer...            | Paul Neumann Österrike     | Antonios Pepanos Grekland  | Efstathios Choraphas Grekland |
| 1 200 meter frisim Detaljer...          | Alfréd Hajós Ungern        | Joannis Andreou Grekland   | Efstathios Choraphas Grekland |
| 100 m frisim för flottister Detaljer... | Ioannis Malokinis Grekland | Spyridon Chazapis Grekland | Dimitrios Drivas Grekland     |

Grenar som endast var med 1900.
| Gren                            | Guld | Silver                                                                                         | Brons |
| 1 000 meter frisim Detaljer...  | John Arthur Jarvis Storbritannien                                                                                    | Otto Wahle Österrike                                                                           | Zoltán Halmay Ungern                                                                                      |
| 4 000 meter frisim Detaljer...  | John Arthur Jarvis Storbritannien                                                                                    | Zoltán Halmay Ungern                                                                           | Louis Martin Frankrike                                                                                    |
| 200 m lagsimning Detaljer...    | Tyskland Deutscher Schwimm-Verband Berlin Ernst Hoppenberg Max Hainle Julius Frey Max Schöne Herbert von Petersdorff | Frankrike Tritons Lillois J. Bertrand Maurice Hochepied Victor Cadet Verbecke Victor Hochepied | Frankrike Pupilles de Neptune de Lille René Tartara Louis Martin Désiré Mérchez Georges Leuillieux Houben |
| 200 m hindersimning Detaljer... | Frederick Lane Australien                                                                                            | Otto Wahle Österrike                                                                           | Peter Kemp Storbritannien                                                                                 |
| Undervattenssimning Detaljer... | Charles de Vendeville Frankrike                                                                                      | André Six Frankrike                                                                            | Peder Lykkeberg Danmark                                                                                   |

Grenar som endast var med 1904.
| Gren                           | Guld                                                                              | Silver                                                                                  | Brons                                                                                    |
| 50 yard frisim Detaljer...     | Zoltán Halmay Ungern                                                              | Scott Leary USA                                                                         | Charles Daniels USA                                                                      |
| 100 yard frisim Detaljer...    | Zoltán Halmay Ungern                                                              | Charles Daniels USA                                                                     | Scott Leary USA                                                                          |
| 220 yard frisim Detaljer...    | Charles Daniels USA                                                               | Francis Gailey USA                                                                      | Emil Rausch Tyskland                                                                     |
| 440 yard frisim Detaljer...    | Charles Daniels USA                                                               | Francis Gailey USA                                                                      | Otto Wahle Österrike                                                                     |
| 880 yard frisim Detaljer...    | Emil Rausch Tyskland                                                              | Francis Gailey USA                                                                      | Géza Kiss Ungern                                                                         |
| 1 mile frisim Detaljer...      | Emil Rausch Tyskland                                                              | Géza Kiss Ungern                                                                        | Francis Gailey USA                                                                       |
| 100 yard ryggsim Detaljer...   | Walter Brack Tyskland                                                             | Georg Hoffmann Tyskland                                                                 | Georg Zacharias Tyskland                                                                 |
| 440 yard bröstsim Detaljer...  | Walter Brack Tyskland                                                             | Georg Zacharias Tyskland                                                                | Henry Jamison Handy USA                                                                  |
| 4 x 50 yard frisim Detaljer... | USA New York Athletic Club Joseph Ruddy Leo Goodwin Louis Handley Charles Daniels | USA Chicago Athletic Association David Hammond William Tuttle Hugo Goetz Raymond Thorne | USA Missouri Athletic Club Amedee Reyburn Gwynne Evans Marquard Schwarz William Orthwein |

### 400 meter bröstsim
| Spel                       | Guld                  | Silver               | Brons                         |
| Stockholm 1912 Detaljer... | Walter Bathe Tyskland | Thor Henning Sverige | Percy Courtman Storbritannien |
| Antwerpen 1920 Detaljer... | Håkan Malmrot Sverige | Thor Henning Sverige | Arvo Aaltonen Finland         |